# Алма-Ата
Алма́-Ата́, Алматы́ (каз. Алматы / Almatyо файле; в 1867—1921 годах — Ве́рный) — город республиканского значения в Казахстане, бывшая столица Республики Казахстан (до 1997 года), Казахской ССР (в составе СССР; до 1991 года), Казакской АССР (в составе РСФСР; до 1936 года), бывший административный центр Алматинской области (до 2001 года).
Алма-Ата является крупнейшим по численности населения городом и регионом Казахстана: по данным на октябрь 2023 года, в городе проживало 2 211 198 человек. Расстояние от Алма-Аты до столицы Казахстана Астаны составляет 1247 км.

## Статус
С 1867 года город Верный — центр Семиреченской области Туркестанского генерал-губернаторства Российской империи. После Октябрьской революции, с 1922 года — административный центр Джетысуйской области, входившей до 1924 года в Туркестанскую АССР в составе РСФСР (в 1921 году город был переименован в Алма-Ату). С 1924 года — центр Джетысуйской губернии Киргизской АССР (с 1925 года — Казакской АССР) в составе РСФСР.
С 1929 по 1936 год Алма-Ата была столицей Казакской АССР в составе РСФСР; с 1936 по 1991 год — столица Казахской ССР; с 1991 по 1997 год — первая столица Республики Казахстан. В 1997 году столицу перенесли в Акмолу (с 1998 года — Астана, в 2019—2022 годах — Нур-Султан), а за Алма-Атой закрепился новый статус — «Южная столица Казахстана».
Несмотря на утрату ряда административных функций, Алма-Ата продолжает оставаться культурным и финансово-экономическим центром страны. Кроме того, до 2017 года Алма-Ата была единственным в Казахстане городом-миллионером; вторым таким городом стала Астана.
Алма-Ата расположена на крайнем юго-востоке Казахстана, у подножия гор Заилийского Алатау и имеет своеобразный, довольно мягкий климатический режим с непростой экологической ситуацией.

## Название
Государственными органами Казахстана на казахском и русском языках город называется Алматы; в России по-прежнему используется название Алма-Ата (однако в СМИ применяются оба названия). Название Алматы с недавнего времени используется на русскоязычных картах, издаваемых «Роскартографией».

### Этимология
Алматы с казахского языка переводится как «Яблоневый», в то время как Алма-Ата — это набор казахских слов, в переводе значащих «яблоко» (алма) и «дед» (ата). По словам Бауржана Сакова, Алма-Ата — это искусственное название, придуманное партийными работниками из Ташкента на собрании Президиума ЦИК Туркестанской АССР (ТуркЦИК) в тогдашнем Верном 5 февраля 1921 года. Согласно резолюции, принятой на этом собрании, город Верный стал носить новое название — Алма-Ата. Ответственный секретарь Семиреченского областного комитета Компартии Туркестана, член областного ревкома Альфред Лепа подвёл итог собранию ТуркЦИК: «В ознаменование исторических для Семиречья начинаний освобождения мусульманской бедноты переименовать г. Верный в г. Алма-Ата по названию местности, в которой находится».
По мнению Бауржана Сакова, утверждения, будто Алма-Ата переводится с казахского языка как «Дед яблок» или «Яблочный дед», не верны. Словосочетание Алма-Ата — некорректное с точки зрения казахского языка как морфологически, так и семантически — это всего лишь набор слов «Яблоко-Дед», сочетание двух казахских слов, которое не поддаётся смысловому переводу.

### Прежние названия
Наиболее раннее упоминание топонима в форме Гурбан-Алиматай («урочище, где растут три яблони») встречается в ойратских (джунгарских) хрониках XVII века, когда эта область современного Казахстана находилась под джунгарским правлением.
Во времена позднего Средневековья в этой области существовала стоянка тюркских и монгольских кочевников — Алмату́, позже обнаруженная археологами. В 1854 году на её месте было заложено русское военное укрепление Заили́йское, в том же году переименованное в Ве́рное.
В 1867 году этот населённый пункт получил права города и стал называться Ве́рный; с 1921 года — на русском языке — Алма́-Ата́, а на казахском — Алматы́. С 1993 года государственными органами Казахстана на казахском языке город называется Алматы́, для русского языка в Казахстане используется транскрипция с казахского Алматы́; в России по-прежнему используется название Алма́-Ата́. После обретения Казахстаном независимости латинский вариант названия Alma-Ata был изменён на Almaty в документах ЮНЕСКО.
В записях майора М. Д. Перемышльского от 1853 года, основавшего годом позднее на этом месте укрепление Заилийское, используется название урочища Алматы:

24 июля, 1853 года.
Алматы
Г. Корпусному Командиру
Рапортом моим от 18 июля № 140 я имел честь доносить Вашему Высокопревосходительству о переправе через р. Или…
…Лесистая местность ущелий, откуда вытекает Иссык, заставила меня тотчас же приступить к обозрению их. По осмотру я двинулся к Талгару и, осмотрев вершины его, в настоящее время я обозреваю Алматы. Далее Алматов лес в горах радеет и делается всё доступнее. Выбор к занятию пункта должен пасть на Иссык или Талгар.
— Центр. Гос. Архив РК, ф. 3, оп. 1, дело 7
В отчёте Н. А. Абрамова, опубликованном в 1867 году в Санкт-Петербурге, также используется название урочища Алматы.

Алматы, или укрепление Верное, находится в Илийском крае бывшей Джунгарии…
В самих Алматах и окрестности, в бытность мою там, я насчитал до сорока значительных курганов и земляных насыпей…
Русские, пришедшие в Алматы для основания укрепления, нашли на берегу речки Алматинки оставленные здесь мельничные жернова…
— Алматы, или укрепление Верное с его окрестностями // Записки Императорского русского географического общества по общей географии (отделениям географии физической и математической) / издан под редакциею председательствующего в географии физической Н. Семёнова. — С.-Петербург: типография В. Безобразова и комп., Вас. Ос., 8 л., № 45, 1867. — Т. 1. — С. 255—268. — 582 с.
В изданном в 1867 году 3-м томе «Описания Западной Сибири» русский этнограф И. И. Завалишин упоминает другое название укрепления «Верное» — Алматы:

Копальский живет в городе Копале, а Алатавский (Алатавский округ заключает в себе весь Заилийский край) в укреплении «Верном» (город Алматы). С 1854 года Алматы сделались уже порядочным городком.— Завалишин И. И. Описание Западной Сибири : [В 3 томах]. — М., 1867. — Т. 3. Сибирско-Киргизская степь. — С. 131.
В статье «Верный» дореволюционного энциклопедического словаря Брокгауза и Ефрона, помимо основного наименования города (Верный), используется вариант «Алматы» и указывается, что это название означает «Яблонное»:

Верный — областной город Семиреченской области, расположенный на речке Алматинке… По занятии нами Заилийского края в 1853 г. и подчинении киргизов Большой орды в 1854 году было основано укрепление В., для защиты последних от набегов горных кара-киргизов, на месте бывшего здесь прежде поселения Алматы (Яблонное). Укрепление В. было сначала административным центром Алатавского округа Семипалатинской области; но с учреждением туркестанского военного округа и образованием Семиреченской области оно было сделано административным центром области и получило наименование г. Верного. Туземцы, а отчасти и русские, часто называют В. по-старому — Алматы… В особенности много в городе и в окрестностях абрикосовых и яблоневых деревьев (алма), от которых заимствовано прежнее название города — Алматы…
Город В. состоит из Алматинской станицы (старая часть города), Алматинского выселка, Татарской слободки и из Нового города (собств. В.), возникшего в начале 1870-х годов.
— ЭСБЕ, статья «Верный»

### Советское время
На заседании Президиума ЦИК Туркестанской АССР в 1921 году в качестве официального названия города на русском языке было закреплено название «Алма-Ата». В свою очередь, на казахском языке в советское время город именовался «Алматы».
В относительной близости от города Алма-Аты есть и другие тюркские топонимы, оканчивающиеся на -Ата. К примеру — Бектау-Ата и Аулие-Ата (ныне Тараз) — в Казахстане, Чолпон-Ата, Иссык-Ата, Бакай-Ата (с 2001 года), Кыргыз-Ата, Кочкор-Ата (с 1952 года) — в Кыргызстане, гора Музтаг-Ата — в Синцзян-Уйгурском автономном районе Китая.

### Современное наименование
В 1993 году в новой Конституции Казахстана появилась строка: «Столица Республики Казахстан — город Алматы». Так, с 1993 года в официальном употреблении государственными органами Казахстана на русском и казахском языках город называется «Алматы». Название «Алматы» переводится на русский язык как «Яблоневое».
По мнению В. В. Храпунова, бывшего с 1997 по 2004 годы акимом города, тот стал называться Алматы в результате подтасовок: «В далёком 1970 году я приехал в этот город — в Алма-Ату. Алматы он стал называться в результате подтасовок. Я, не стесняясь, говорю: это сделал Серикболсын Абдильдин в бытность свою председателем Верховного Совета. Когда принимали Конституцию, написали и в русском, и в казахском вариантах, что столицей нашего государства является город Алматы. Я был тогда депутатом Верховного Совета и читал этот документ. Но я не смотрел преамбулу — смотрел каждую статью Конституции, и мы боролись за каждую запятую в этих статьях. А насчёт Алматы решили, что это просто опечатка. Думал, корректоры и редакторы будут проверять — поправят и сделают всё, как надо. Но когда мы получили на руки готовую Конституцию, то увидели, что в обоих вариантах так и осталось название Алматы. Хотя никаких решений горсоветом, маслихатом, акиматом не принималось и никаких документов на этот счёт подписано не было». Затем вышел имеющий силу закона указ президента Республики Казахстан от 15 сентября 1995 года № 2457, в котором было зафиксировано: «…столицей Республики Казахстан является город Алматы».
Позднее, в статье 19 Закона «О языках в Республике Казахстан» от 11.07.1997 № 151-I было установлено: «Традиционные, исторически сложившиеся казахские названия населённых пунктов, улиц, площадей, а также других физико-географических объектов на других языках должны воспроизводиться согласно правилам транслитерации».
В 1995 году Администрация президента Российской Федерации опубликовала распоряжение № 1495 от 17 августа 1995 года «О написании названий государств — бывших республик СССР и их столиц», в соответствии с которым «в документах, создаваемых в Администрации Президента Российской Федерации, в служебной переписке и официальных переговорах» столицу Казахстана следует именовать «Алма-Ата». В соответствии с этим распоряжением в картографических изданиях Росреестра употребляется наименование «Алма-Ата».
18 октября 2004 года Медеуский районный суд города Алма-Аты удовлетворил иск общественного деятеля Максута Оразая в отношении газеты «Аргументы и факты Казахстан», до недавнего времени использовавшей название Алма-Ата, и обязал редакцию газеты «АиФ Казахстан» отныне соблюдать написание города как Алматы.
В апреле 2013 года председатель Союза журналистов Казахстана Сейтказы Матаев предложил вернуть городу название Алма-Ата, но сделать это только в русском языке, а в казахском языке оставить название Алматы. В декабре 2019 года казахский общественный деятель Олжас Сулейменов вновь предложил переименовать город в Алма-Ату, прежнее название, употреблявшееся в республике во времена СССР. Президент Казахстана Касым-Жомарт Токаев поддержал предложение об обратном переименовании города Алматы в Алма-Ату, однако заявил, что данный вопрос должен решаться с учётом мнения жителей города.
В январе 2022 года после массовых беспорядков в городе президент Токаев высказался по вопросу наименования южной столицы. Президент Казахстана не видит надобности переименовывать город в Алма-Ату: «Давайте договоримся о том, что официально название Алматы останется, а сам город будет называться так, как удобно его жителям и тем, кто тепло относится к нему». Токаев отметил, что название Алматы больше подходит для казахоязычных людей, а русскоязычные жители Казахстана привыкли называть город Алма-Ата, им так удобнее. К тому же переименование потребует документальной волокиты и финансовых затрат.

## География

### Географическое положение
| С-З | Москва ~ 3938 км Самара ~ 2875 км                                   | Петропавловск ~ 1708 км Кокшетау ~ 1523 км Астана ~ 1247 км Караганда ~ 1028 км | Красноярск ~ 2527 км Новосибирск ~ 1386 км | С-В |
| З   | Стамбул ~ 5038 км Баку ~ 2974 км                                    | Роза ветров                                                                     | Улан-Батор ~ 3723 км Пекин ~ 7887 км       | В   |
| Ю-З | Ташкент ~ 794 км Шымкент ~ 671 км Тегеран ~ 3036 км Бишкек ~ 230 км | Нью-Дели ~ 3415 км Исламабад ~ 2443 км                                          | Ханой ~ 8076 км Вьентьян ~ 7734 км         | Ю-В |

### Климат
Климат Алма-Аты континентальный и характеризуется влиянием горно-долинной циркуляции, что особенно проявляется в северной части города, расположенной непосредственно в зоне перехода горных склонов к равнине.
Средняя многолетняя температура воздуха равна +10 °C, самого холодного месяца (января) −4,7 °C, самого тёплого месяца (июля) +23,8 °C. Заморозки в среднем начинаются 14 октября, заканчиваются 18 апреля. Устойчивые морозы держатся в среднем 67 суток — с 19 декабря по 23 февраля. Погода с температурой более +30 °C наблюдается в среднем 36 суток в году. В центре Алма-Аты, как и у любого крупного города, существует «остров тепла» — контраст средней суточной температуры между северными и южными окраинами города составляет 3,8 % и 0,8 °C в самую холодную и 2,2 % и 2,6 °C в самую жаркую пятидневку. Поэтому заморозки в центре города начинаются в среднем на 7 дней позже и заканчиваются на 3 дня раньше, чем на северной окраине.
| Показатель                    | Янв.  | Фев.  | Март  | Апр.  | Май  | Июнь | Июль | Авг. | Сен. | Окт.  | Нояб. | Дек.  | Год   |
| ----------------------------- | ----- | ----- | ----- | ----- | ---- | ---- | ---- | ---- | ---- | ----- | ----- | ----- | ----- |
| Абсолютный максимум, °C       | 18,2  | 19,0  | 28,0  | 33,2  | 35,8 | 39,3 | 43,4 | 40,5 | 38,1 | 31,1  | 25,4  | 19,2  | 43,4  |
| Средний суточный максимум, °C | 0,7   | 2,2   | 8,7   | 17,3  | 22,4 | 27,5 | 30,0 | 29,4 | 24,2 | 16,3  | 8,2   | 2,3   | 15,8  |
| Средняя температура, °C       | −4,7  | −3    | 3,4   | 11,5  | 16,6 | 21,6 | 23,8 | 23,0 | 17,6 | 9,9   | 2,7   | −2,8  | 10,0  |
| Средний суточный минимум, °C  | −8,4  | −6,9  | −1,1  | 5,9   | 11,0 | 15,8 | 18,0 | 16,9 | 11,5 | 4,6   | −1,3  | −6,4  | 5,0   |
| Абсолютный минимум, °C        | −30,1 | −37,7 | −24,8 | −10,9 | −7   | 2,0  | 7,3  | 4,7  | −3   | −11,9 | −34,1 | −31,8 | −37,7 |
| Норма осадков, мм             | 34    | 43    | 75    | 107   | 106  | 57   | 47   | 30   | 27   | 60    | 56    | 42    | 684   |
| Источник: Погода и климат     |       |       |       |       |      |      |      |      |      |       |       |       |       |

### Гидрография

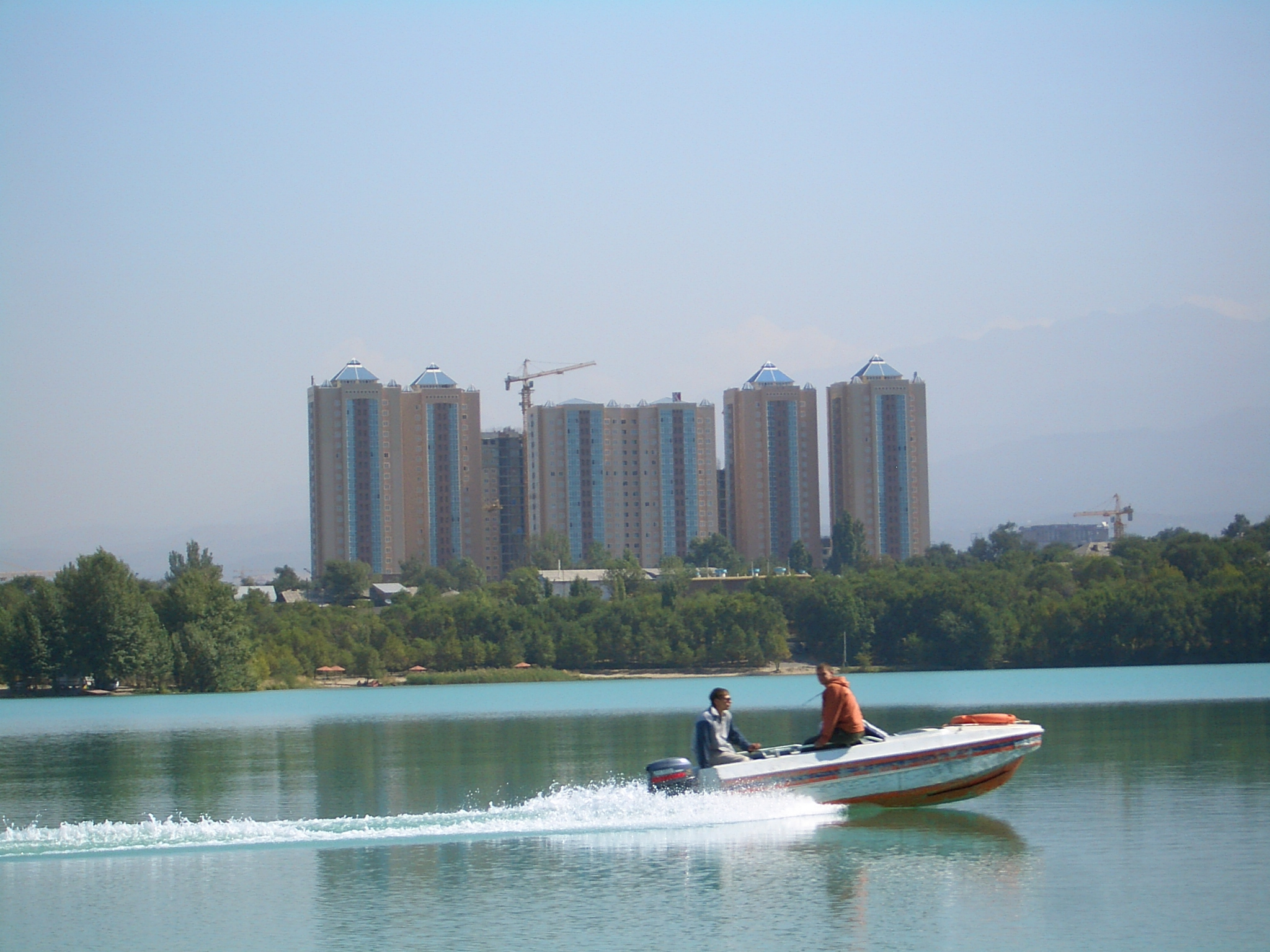
Водохранилище Сайран на реке Большая Алматинка

Алма-Ата в целом характеризуется наличием довольно разветвлённой гидрографической сети, состоящей из естественных рек, их рукавов, каналов и водохранилищ. Этому способствует ряд факторов: предгорное расположение города, довольно большое годовое количество осадков на его территории (600—650 мм), таяние высокогорных ледников летом и конечно антропогенных факторов в виде строительства каналов. Через город протекают реки Большая Алматинка и Малая Алматинка, а также их притоки — Есентай (Весновка), Ремизовка, Жарбулак (Казачка), Карасу. Все реки города селеопасны и все они относятся к бассейну замкнутого стока озера Балхаш. Их воды используются для удовлетворения промышленных, хозяйственных и рекреационных нужд города. Характерной чертой городского ландшафта Алма-Аты является наличие разветвлённой сети арыков.

### Почвы
Структура почвенного покрова Алма-Аты полностью определяется вертикальной зональностью Заилийского Алатау — с изменением высоты меняются и природно-климатические зоны и пояса, соответственно и почвенно-растительный покров. Хотя урочище Медео почти примыкает к расположенной выше среднегорной луговолесной зоне, оно расположено в луговолесостепной зоне с тучными выщелоченными чернозёмами, тёмно-серыми лесостепными и горными лесолуговыми почвами, обеспеченными естественной влагой. Ниже расположена степная предгорная зона со следующими поясами (подзонами): пояс высоких предгорий (прилавков) с чернозёмами (от 1000 до 1200—1400 м) и пояс предгорных тёмнокаштановых почв (от 750 до 1000 м). Чернозёмы занимают примерно нижнюю границу по проспекту аль-Фараби до посёлка Таусамалы (Каменка), имеют полноразвитый или даже наращённый профиль и являются одной из плодороднейших почв мира (8-13 % перегноя и других питательных веществ). Ещё первые исследователи Тянь-Шаня (П. П. Семёнов, Н. А. Северцов, А. Н. Краснов) выделяли здесь особый культурный или садовый пояс. Именно здесь во второй половине XIX века селекционером Н. Т. Моисеевым был культивирован алматинский апорт — сорт яблони, ставший одной из визитных карточек города.
От проспекта аль-Фараби, а местами значительно ниже (примерно до проспекта Раимбека) идут каштановые почвы, являющиеся областью конусов выноса, в основном тёмно-каштановые, являющиеся основными почвами города.
Северная часть города отличается совершенно особыми природными условиями и представлена предгорной наклонной равниной, расчленённой глубоко врезанными долинами рек и логами. Эта зона — предгорная пустынная степь, сложенная мощной толщей лёссовидных суглинков, подстилающимися на значительной глубине песчано-галечниковыми отложениями. С переходом конусов выноса на предгорную наклонную равнину выделяется полоса с близкими грунтовыми водами (полоса сазов), примерная граница сазовой полосы начинается от проспекта Раимбека, а местами значительно ниже. Зональными почвами здесь являются луговокаштановые и луговосерозёмные, достаточно плодородные для возделывания многих культур.

### Экологическая ситуация

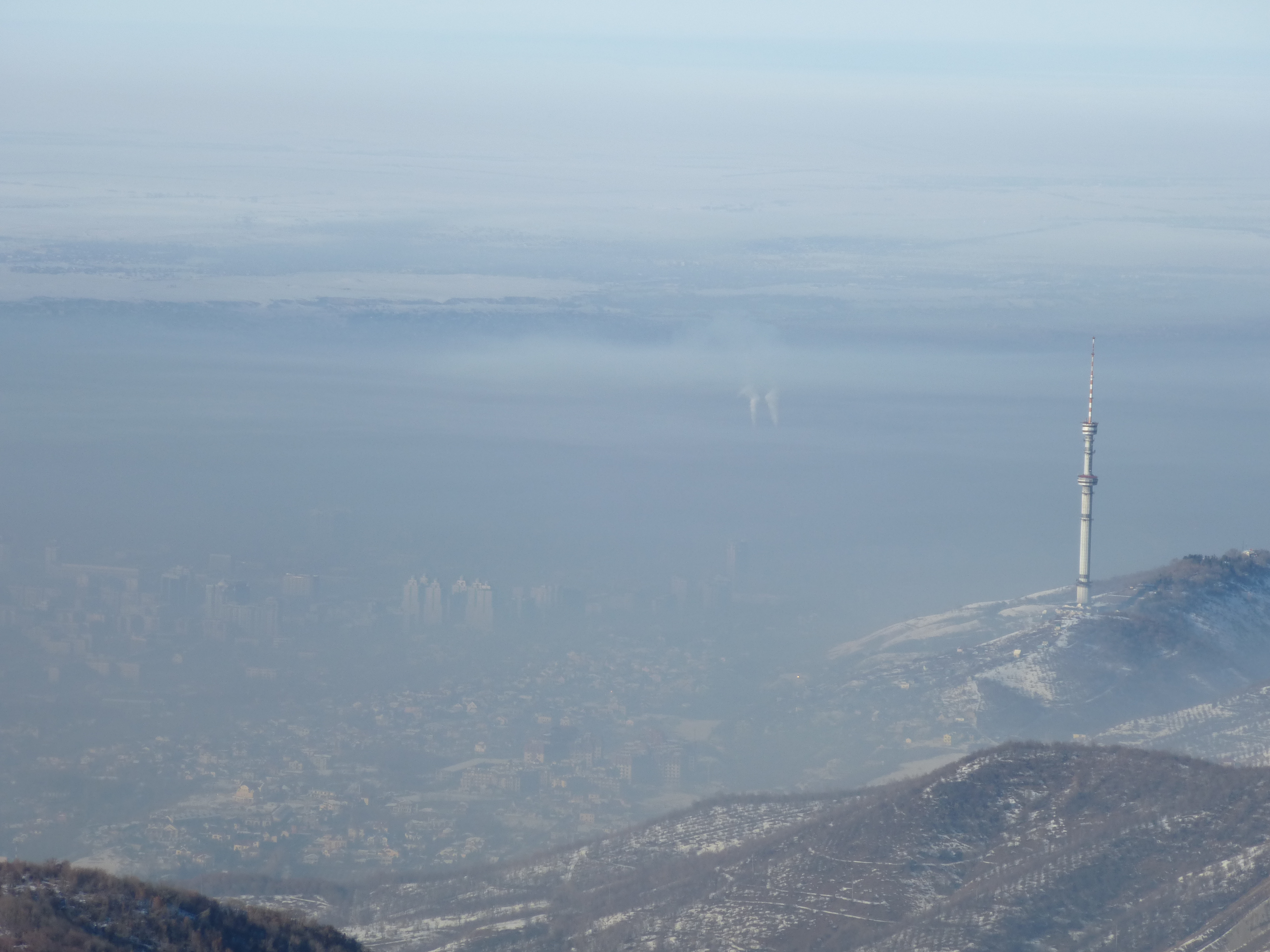
Смог над Алма-Атой. Вид с гор. На правой части снимка проглядывает телебашня на горе Кок-тюбе. Два столба белого дыма на заднем плане — ТЭЦ-2 возле посёлка Боралдай

Алма-Ата характеризуется довольно сложной экологической ситуацией из-за своего расположения в предгорной котловине. Как и имеющие подобные характеристики рельефа Афины и Лос-Анджелес, Алма-Ата страдает из-за сильной загазованности воздуха, дефицита строительных площадок в городской черте, стремлением населения жить ближе к центру города, а не на его окраинах, некоторой перенаселённости, массовой миграции сельского населения в город. Город изначально был рассчитан проектировщиками на 400 тыс. жителей, однако численность населения уже перевалила за два миллиона человек.
Над городом постоянно висит серый смог. Более 80 % загрязнения воздуха в городе приходится на автотранспорт. В Алма-Ате имеется 800 тысяч автомашин, и количество их с каждым днём растёт. Ежегодно эти автомашины выделяют в воздух города около 250—260 тысяч тонн вредных отходов. Таким образом, на каждого жителя города приходится более 200 кг вредных веществ.
По версии международной рейтинговой компании «NYC Partnership Consulting», в 2010 году город Алма-Ата вошёл в число самых грязных городов мира. Также по версии американской компании по управлению человеческими ресурсами «ORC Worldwide» в 2015 году город занял 4-е место в топ-5 худших городов мира.
Перенос столицы в Астану позволил несколько уменьшить диспропорциональное миграционное давление на Алма-Ату, направив почти 300 тыс. внутренних мигрантов в новую столицу, но проблему он до конца не решил. В городе ощущается дефицит стройплощадок. По словам президента Казахстана Назарбаева, к нему уже поступило множество предложений от строительных фирм снести те или иные объекты, и на этих площадках построить новые комплексы, жильё и офисы, перенести университеты, перенести «Казахфильм», военный институт, госпиталь и т. д. Но Назарбаев выступил с предложением запретить любое строительство в Алма-Ате и перенести все проекты и основное развитие в пригороды и города-спутники вокруг столицы.

#### Вырубка деревьев
Летом 2011 года в городе началась повальная вырубка взрослых здоровых деревьев под предлогом новых лесопосадок, на которые было выделено 87 миллионов тенге.
Сравнительная таблица уменьшения количества деревьев в городе с 2006 по 2019 год
| 2006 год  | 2012 год   | 2019 год   |
| --------- | ---------- | ---------- |
| 1 900 000 | ↘1 371 000 | ↗2 200 000 |

Таблица количества вырубленных деревьев по годам
| 2006-2007 | 2010    | 2011    | 2012    |
| --------- | ------- | ------- | ------- |
| 36 900    | ↘18 723 | ↘10 787 | ↗14 029 |
| 2013      |         |         |         |
| ↗23 236   |         |         |         |

## История

### Эпоха средневекового поселения
По памятникам древности, обнаруженным археологами на территории современной Алма-Аты, можно судить, что данная местность издавна была заселена кочевыми и полуоседлыми племенами. Наиболее характерными памятниками этого региона являются курганы саков VI—III веков до н. э., самые крупные из которых высотой до 20 м и диаметром основания более 100 м располагались на берегах рек Большой и Малой Алматинок, Есентая (Весновки), Аксая. В настоящее время большинство курганов погребено под жилой застройкой города.
Сменившие саков племена усуней, судя по находкам археологов (серпы, зернотёрки, простейшие оросительные системы и другие), были хорошо знакомы с земледелием и имели постоянные поселения.
В дальнейшем территория Семиречья последовательно входила в Западно-тюркский, Тюргешский и Карлукский каганаты, государство Караханидов. При карлуках в предгорной полосе Заилийского Алатау начали появляться оседлые земледельческие поселения на местах постоянных зимовок (кыстау) и города как ставки кочевой знати.
В VIII—X веках на территории современной Алма-Аты находилось несколько небольших поселений, одно из которых предположительно называлось Алмату (Алматы) и находилось на Великом шёлковом пути.
В начале XIII века Семиречье было завоёвано монголами. События того времени были описаны знаменитым государственным деятелем Бабуром, в его мемуарах Алма-Ата названа в числе разрушенных городов. В источниках, описывающих события XIV века, город называется Алмалык. Так, Шереф-ад-Дин Йезди, описывая поход Тимура в Могулистан в 1390 году, пишет, что тимуридское войско двигалось из Ташкента к Иссык-Кулю, затем — на Кок-Тобе, миновало Алмалык и далее — через Каратал на Иртыш.
В сентябре 2016 года в Казахстане на государственном уровне отмечалось 1000-летие города.

### Верный

Герб города Верного

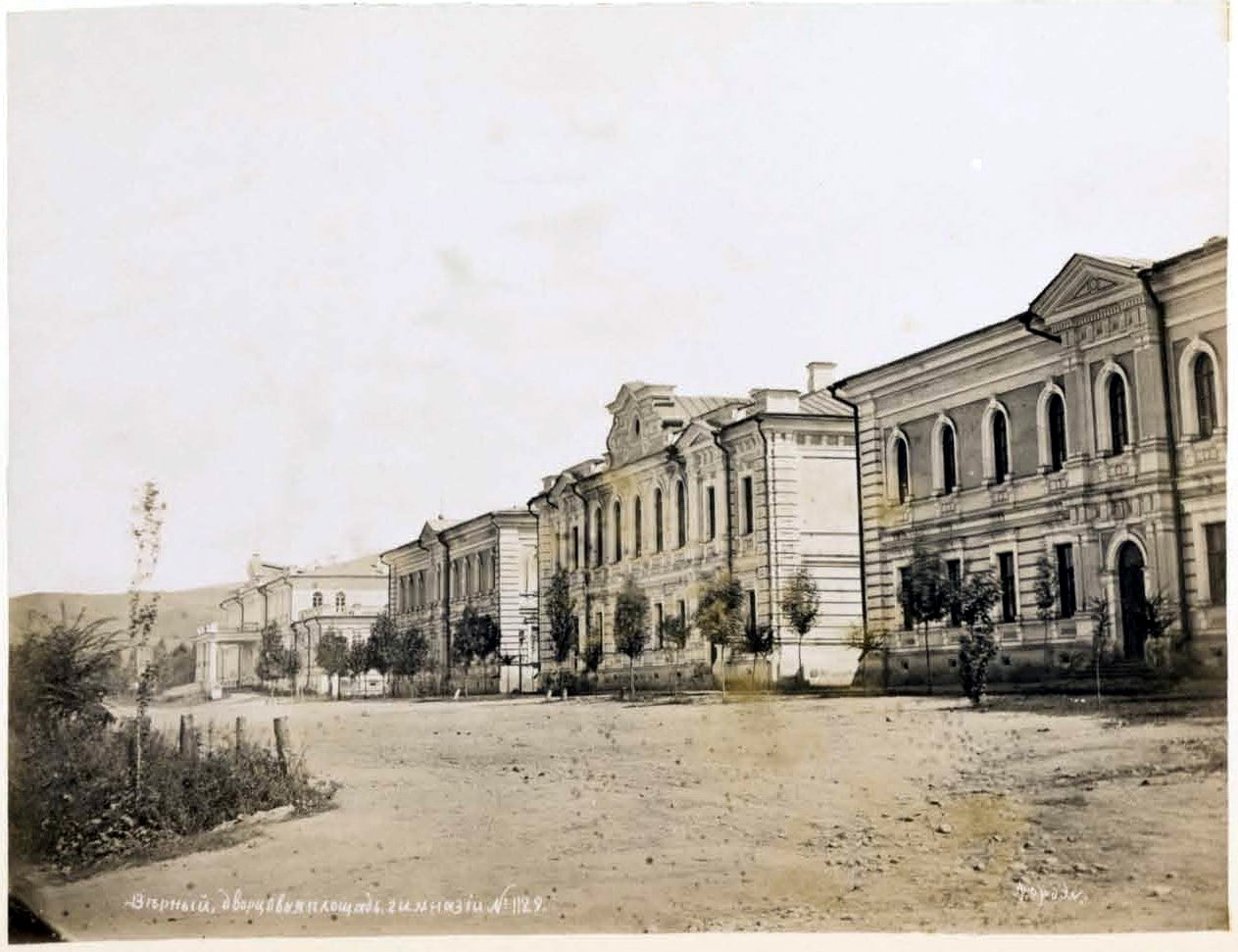
Верный. Дворцовая площадь, гимназия. 1880—1887 гг.

Начало современному городу было положено 4 (16) февраля 1854 года, когда русским правительством было принято решение построить на левом берегу реки Малая Алматинка военное укрепление. Местоположение этого опорного пункта выбрали, исходя из целей обеспечения безопасности российских коммерческих интересов и торговых путей из Оренбурга на юг.
С середины 1855 года в укрепление начали прибывать русские переселенцы. В 1858 году в Верный прибыл подполковник Г. А. Колпаковский (сменив Перемышльского на должности начальника Алатавского округа), который руководил городом более 20 лет.
11 (23) апреля 1867 года город Верный стал центром Семиреченской области в составе Туркестанского генерал-губернаторства.
13 (25) июля 1867 года создано Семиреченское казачье войско.
28 мая (9 июня) 1887 года произошло сильнейшее землетрясение, в котором погибло 322 человека, было разрушено 1798 кирпичных домов. Некоторые постройки того периода сохранились и сейчас являются памятниками истории и архитектуры. В память об этой трагедии горожане поставили часовню (снесена в 1927 году).
С момента основания города на постоянной основе здесь проживали мусульмане: они компактно селились в Татарской слободе, ныне район современных улиц Астраханской, Казанской, Крымской, Оренбургской, Уфимской, Татарской.
В 1897 году в городе Верном проживало 22 744 человека, распределение населения по родному языку было следующим: великорусский (русский) — 58,3 %, таранчи (уйгурский язык) — 8,7 %, киргиз-кайсакский — 8,2 %, сартский — 7,0 %, малорусский (украинский) — 5,5 %, китайский (дунганский) — 5,4 %, татарский — 5,3 %.
Бо́льшая часть современного города Алма-Аты входила в территорию кочёвок Чапраштинской волости Верненского уезда, которая располагалась в междуречье Малой и Большой Алматинки от гор Заилийского Алатау до реки Или.
К 1913 году в городе проживало более 41 тыс. человек, имелось 59 промышленных предприятий.

### Советский период

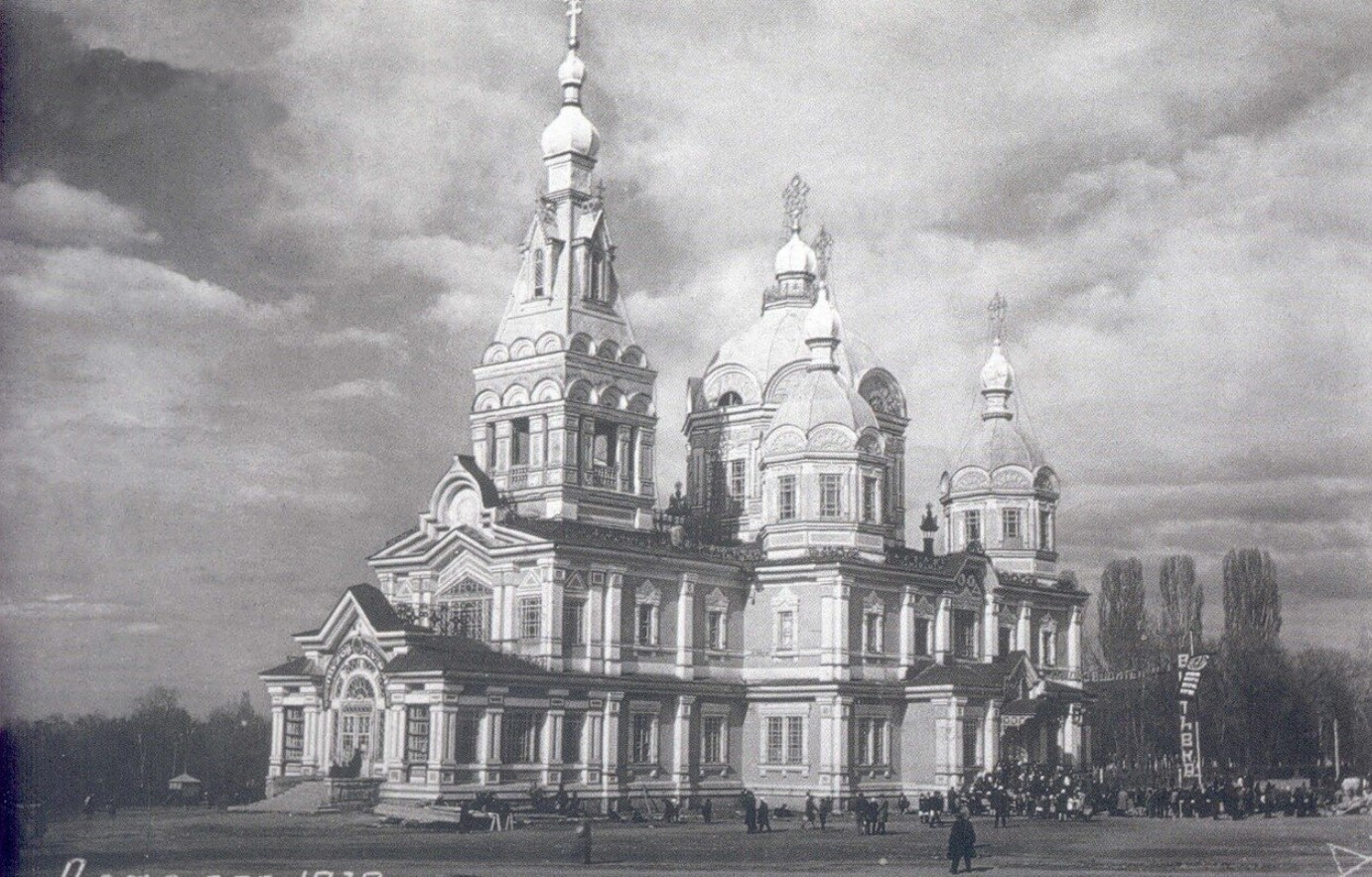
Алма-Ата. Бывший православный кафедральный собор. 1930 год

Дворец Труда

Главпочтамт Алма-Аты. 1931—1934 годы. Архитектор Г. Г. Герасимов

В 1918 году в Верном была установлена советская власть. Город с областью вошли в состав Туркестанской автономии (ТАССР) в составе РСФСР. 5 февраля 1921 года было решено переименовать Верный в Алма-Ату по старинному названию урочища Алматы («Яблоневое»). В мае 1929 года из Кзыл-Орды в Алма-Ату перенесена столица Казакской АССР в составе РСФСР. Это стало дополнительным толчком к интенсивной застройке. С 1936 года (с момента образования Казахской ССР) Алма-Ата была столицей сначала Казахской ССР, а затем и независимого Казахстана.
Индустриализация
После 1941 года, из-за массовой эвакуации заводов и рабочих из европейской части СССР во время Великой Отечественной войны, Алма-Ата из города с слаборазвитой промышленностью превратилась в один из крупнейших промышленных центров Советского Союза. Только за 1941—1945 годы промышленный потенциал города увеличился во много раз. Экономически активное население города выросло с 104 тысяч человек в 1919 году до 365 тысяч в 1968 году.
В 1967 году в городе насчитывалось 145 предприятий, причём основная их масса — предприятия лёгкой и пищевой промышленности, что несколько отличало город от типичного советского уклона в сторону тяжёлой промышленности и производства средств производства. Главными отраслями промышленности являлись пищевая (36 % валовой продукции промышленности), базирующаяся в основном на местном обильном плодоовощном сырьё, и лёгкая промышленность (31 %). Основные заводы и предприятия пищевой промышленности: мясоконсервный, мукомольно-крупяной (с макаронной фабрикой), молочный, шампанских вин, плодоконсервный, табачный комбинаты, кондитерская фабрика, заводы ликёро-водочный, винный, пивоваренный, дрожжевой, чаеразвесочная фабрика; лёгкой промышленности: текстильный и меховой комбинаты, фабрики хлопкопрядильная, трикотажная, ковровые, обувные, швейные, полиграфический и хлопчатобумажный комбинат. Тяжёлая промышленность составляла 33 % объёма производства и была представлена предприятиями тяжёлого машиностроения, имелись заводы электротехнический, литейно-механический, вагоноремонтный, ремонтно-подшипниковый, стройматериалов, деревообделочный, железобетонных конструкций и строительных деталей, домостроительный комбинат.
Алма-Ата была одним из первых городов СССР, в котором было введено централизованное управление дорожным движением (с использованием АСУ «Город»).
На завершающем этапе советского периода Алма-Ата считалась одним из самых «зелёных» городов СССР и по степени озеленения располагалась на третьем месте в общесоюзном рейтинге. Этому способствовала разумная планировка города, обилие зелёных насаждений, парковых зон и фонтанов.
В советское время общегородское планирование Алма-Аты задумывалось в соответствии с концепцией «города-сада». Она представлялась как совокупность относительно небольших кластеров из микрорайонов, которые отделялись друг от друга озеленёнными полосами. По плану строителей такие микрорайоны должны были обладать всей необходимой для жителей инфраструктурой (детскими садами, магазинами и т. д.).

### Современность

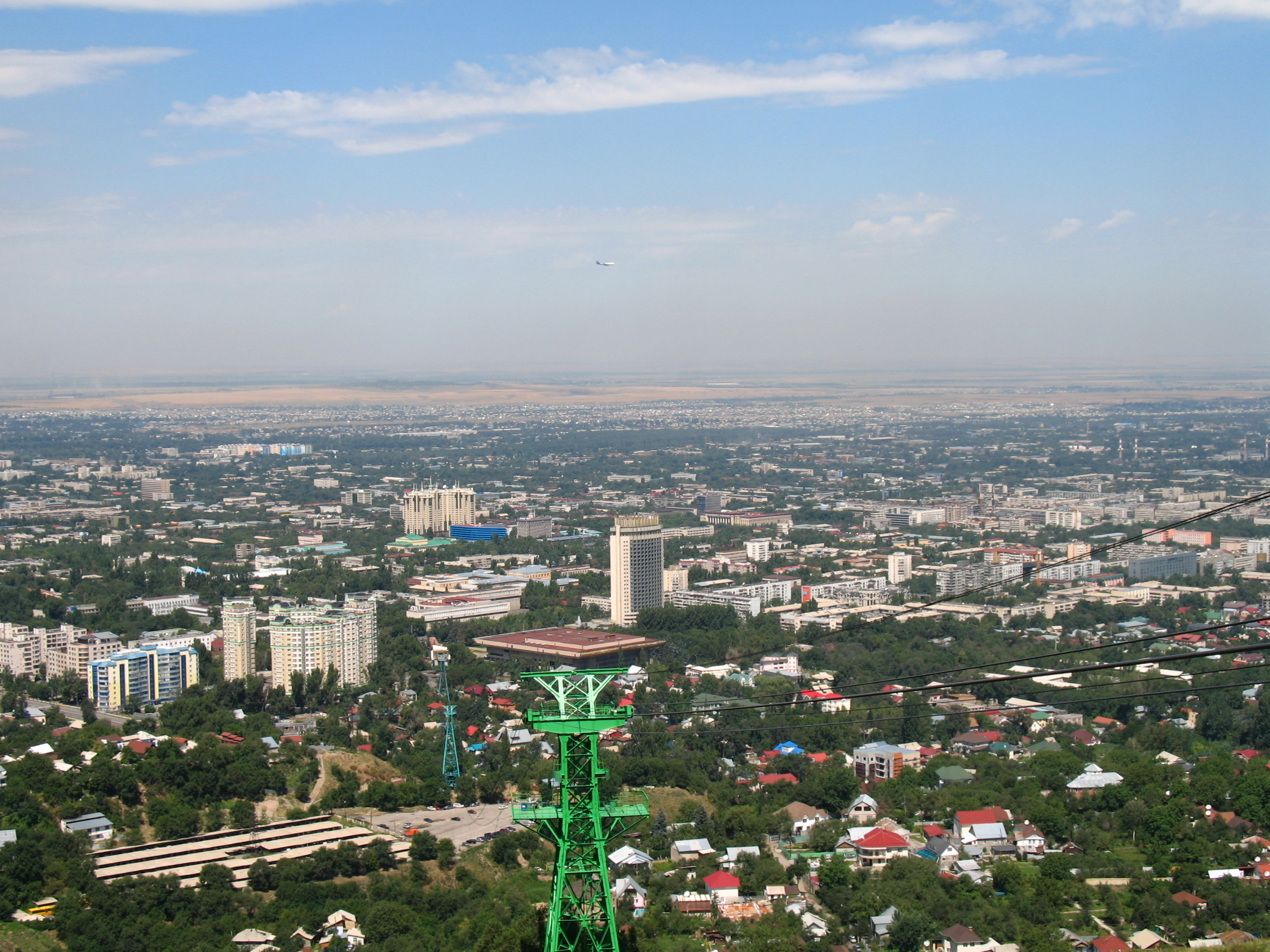
Вид на город с Коктобе. 2007 год

Начиная с 1991 года центральные районы города начали сильно меняться, на фоне возросшей автомобилизации увеличилась плотность уличного движения, что в свою очередь негативно сказалось на уровне загрязнённости в городе. На дорогах привычным явлением стали автомобильные пробки в утренние и вечерние часы. После получения независимости городская общественная инфраструктура начала обновляться, построены новые гостиницы, рестораны и торговые центры.
В 1997 году указом президента Республики Казахстан Нурсултана Назарбаева столица была перенесена в Акмолу, переименованную полгода спустя в Астану. Алма-Ата была фактически отодвинута на периферию политической жизни страны, что существенно сказалось на уровне городского администрирования.
Ныне Алма-Ата является научным, культурным, промышленным и финансовым центром страны. Здесь расположены Национальный банк Республики Казахстан, а также ряд посольств, остальные правительственные учреждения переведены в Астану. 1 июля 1998 года принят закон об особом статусе города. Ныне Алма-Ату неофициально называют «Южной столицей».
В 2007 году город вошёл в тридцатку самых дорогих городов мира для иностранцев.
Всё бо́льшую проблему для горожан создаёт увеличившийся многократно автопарк города. Летом 2007 года официально было объявлено, что в Алма-Ате зарегистрировано 500 тысяч единиц автотранспорта. Всё меньше становится дней, когда можно наблюдать из города снежные вершины. Чаще виден только грязно-жёлтый туман, закрывающий горизонт. Руководство озабочено этой проблемой, с большим запозданием начато строительство транспортных развязок и Восточной объездной дороги, прилагаются усилия для завершения ещё советского долгостроя — метро.
С конца 1990-х до середины 2008 года город переживал период экономического и инвестиционного бума, а также интенсивного строительства.
В 2023 году был утверждён новый генеральный план города до 2040 года, пришедший на смену генплану 2002 года ввиду многократного увеличения площади и численности населения. По новому плану планируется переход от моноцентричной модели развития к созданию в городе пяти новых самодостаточных полицентров.

### Хронология

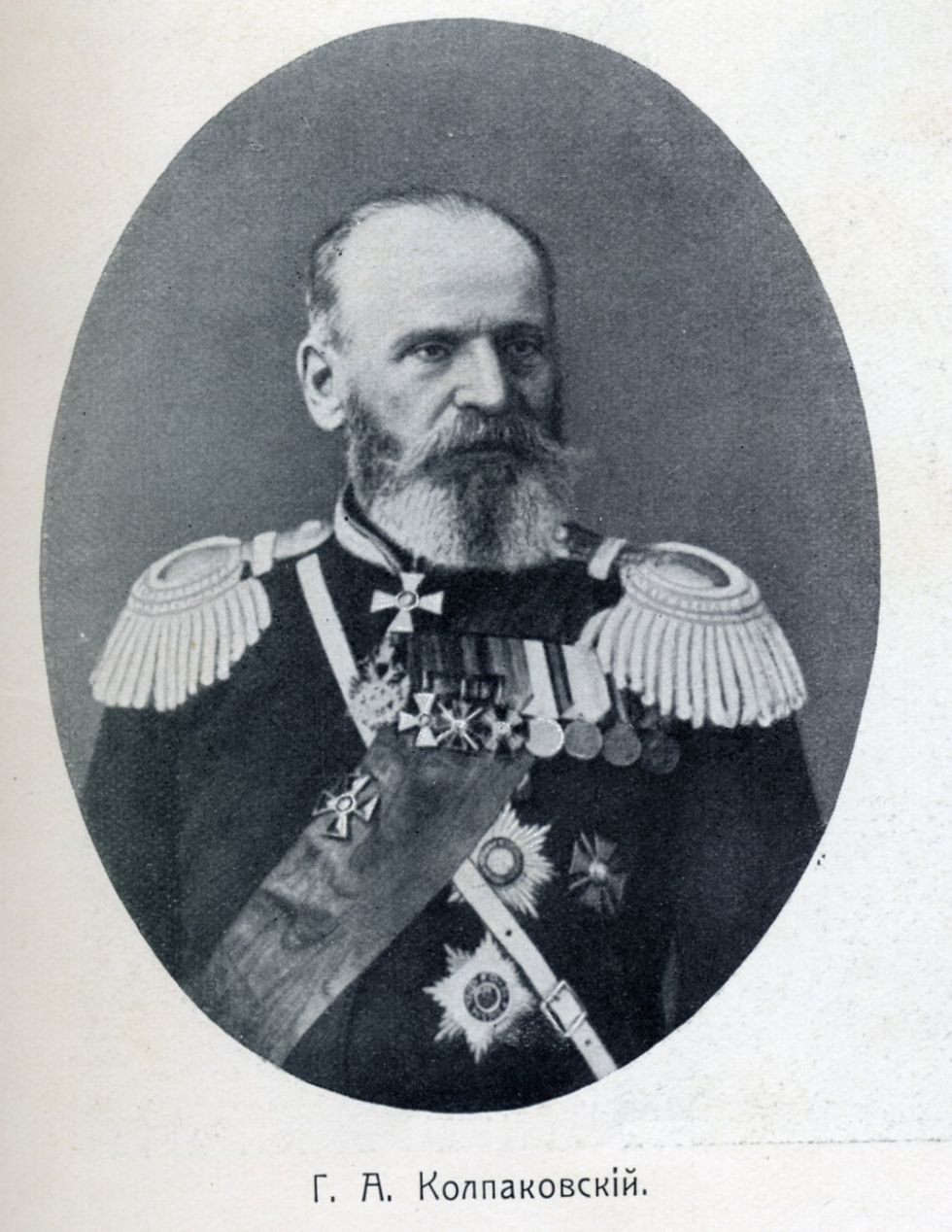
Военный губернатор Семиреченской области Г. А. Колпаковский

Первый городской голова Верного П. М. Зенков

В X—IX веках до нашей эры в эпоху бронзы на территории современного города появились первые поселения ранних земледельцев и скотоводов. Об этом свидетельствуют следы древних поселений Теренкара и Бутакты, располагающиеся на территории города. Найдены керамика, каменные орудия, изделия из кости и металла.
VII век до нашей эры — рубеж н. э. В эпоху саков район Алма-Ата стал местом обитания сакских и позднее усуньских племён. От этого времени остались многочисленные курганные могильники и поселения; среди них выделяются огромные курганы знати «сакских царей». Наиболее известными находками являются «Золотой человек» из Иссыкского кургана, Жалаулинский клад, Каргалинская диадема, семиреченская «художественная бронза» — светильники, жертвенники, котлы. В эпоху саков и усуней территория Алма-Аты становится центром раннегосударственного образования на территории современного Казахстана.
VIII—X века н. э. — следующий этап жизни на территории нынешней Алма-Аты связан с развитием городской культуры, переходом к оседлости, развитием земледелия и ремесла, появлением на территории Семиречья многочисленных городских поселений, раскопки которых выявили многочисленные находки керамики, изделий из металла и кости.
В X—XIV веках города, находящиеся на территории «Большой Алма-Аты», втягиваются в орбиту торговых связей, функционировавших на Великом Шёлковом пути, и становятся торговыми и ремесленными центрами, имевшими среди прочего монетный двор. Об этом свидетельствует находка датируемых XIII веком двух серебряных дирхемов, где впервые упоминается название Алмату.
XV—XVIII века — в связи с угасанием Великого Шёлкового пути на данной территории происходит деградация городской жизни. Здесь формируется самобытная культура Семиречья (Жетысу).
5 ноября 1850 года неудавшаяся атака К. К. Гутковским кургана Тайгубека (Тайчибека) в Курты, контролировавшего Большую Орду.
4 февраля 1854 года — основание в предгорьях Заилийского Алатау военного укрепления русской армии Верное.
К осени 1854 года военное укрепление Верное в основном было построено. Оно представляло собой в плане неправильный, обнесённый частоколом пятиугольник, одна сторона которого располагалась вдоль реки Малая Алматинка. Впоследствии деревянный частокол был заменён стеной из сырцового кирпича с бойницами.
В 1855 году прибыли первые поселенцы из Центральной России, заложившие основание Большой и Малой Алматинских станиц, а также Татарской слободки. В этом же году в Верное перенесён административный центр Алатауского округа.
В 1856 году заложен Казённый сад. Завезены первые 5 пчелиных семей (ульев), положивших начало пчеловодству в Семиречье.
В 1857 году в районе Татарской слободки построена первая водяная мельница. В 1858 году в укреплении появился пивоваренный завод.
20—21 октября 1860 года состоялось Узун-Агачское сражение, окончившееся победой соединённых сил русской армии, казахов и киргизов над кокандскими войсками. В этом же году в укреплении открыты почтовое отделение и госпиталь, начато оспопрививание местного населения.
В 1860-х годах Верное — центр Алатавского округа.
В ноябре 1862 года завершено строительство телеграфной линии Верный — Пишпек.
11 апреля 1867 года укрепление Верное переименовано в город Верный — административный центр вновь созданной Семиреченской области. 13 июля того же года указом императора Александра II из 9-го и 10-го полковых округов Сибирского казачьего войска учреждено Семиреченское казачье войско.

Фрагмент письма майора М. Д. Перемышльского от 8 августа 1853 года
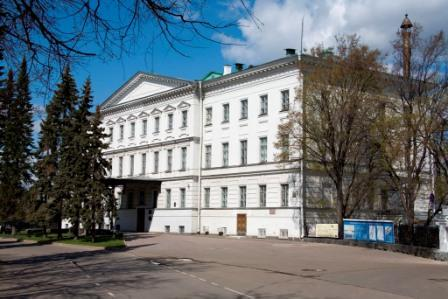
Дом военного губернатора Колпаковского
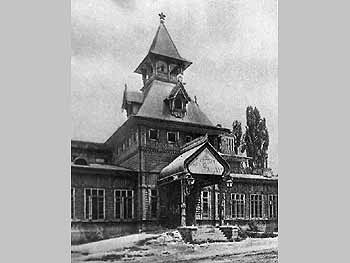
Офицерское собрание русской армии
Свято-Казанский храм (фото 1898 года)
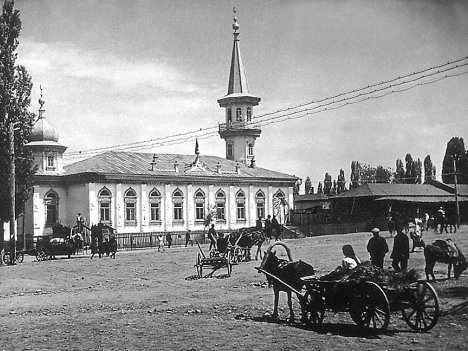
Татарская мечеть города Верного

В сентябре 1867 года открыто приходское двухклассное училище для мальчиков и одноклассное для девочек. Население города в это время составляло 9 тысяч человек. 20 декабря образован Комитет по устройству города Верного.
В 1868 году составлен первый проектный план строительства города. Организован Семиреченский областной комитет «Общества попечительства о торговле».
В 1869 году в Верном открыта первая типография Семиреченского областного правления.
В марте 1870 года при Казённом саде по инициативе Э. О. Баума открыто училище садоводства. Начала выходить газета «Семиреченские областные ведомости».
В 1872 году в Верном открыты первая аптека и любительский театр.
В 1874 году крестьянин-переселенец Егор Редько привёз из центральной России яблони, которые прижились на местности. Гибрид с дикой местной яблоней и стал прародителем знаменитого алматинского апорта.
В 1876 году в городе открыты мужская и женская гимназии.
17 ноября 1877 года начали работать городская дума и городская управа. Первым городским головой стал П. М. Зенков.
В 1878 году учреждена Мещанская управа. Организованы метеорологические наблюдения.
В 1879 году 43 улицам города Верного даны названия. Организован Статистический комитет, проведена первая перепись населения. В октябре того же года открыт первый детский приют, состоявший в Ведомстве учреждений императрицы Марии.

На старом Алматинском базаре
Покровская церковь после землетрясения 1887 года
Татарская мечеть после землетрясения 1887 года
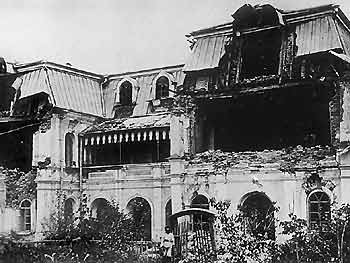
Последствия землетрясения 1887 года

27 мая 1887 года в Верном произошло землетрясение огромной разрушительной силы. Материальные убытки составили свыше 2,5 млн рублей. Были разрушены 1799 каменных и 839 деревянных зданий. Тогда же был организован сейсмологический пункт.
В 1883 году «замощена камнем» первая улица города — Торговая (ныне Жибек-Жолы).
В 1894 году заложена городская роща под названием Алферовская (ныне — роща имени Баума).
В 1897 году в Верном открыт зубоврачебный кабинет. В 1899 году — закончено строительство магистрального арыка.
В 1900 году в Верном организована первая областная сельскохозяйственная и промышленная выставка Семиречья.
В 1902 году в городе образовано Семиреченское отделение Русского географического общества. Председателем правления стал А. Н. Винокуров, товарищем (заместителем) председателя — В. Е. Недзвецкий.
В 1909 году в Верном открыта мастерская, изготавливающая веялки, первое предприятие в Семиречье по производству сельскохозяйственных машин.

Перекрёсток Торговой и Копальской улиц (ныне Жибек Жолы и Кунаева)
Детский приют. 1892 год (ныне медицинский колледж; здание сохранилось частично)
Последствия землетрясения 1910 года
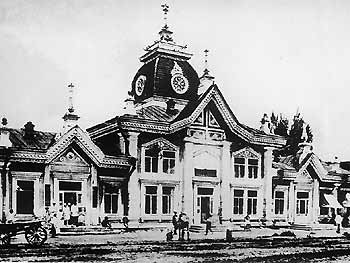
Магазин купца И. Габдулвалиева (ныне Кызыл-Тан). 1911 год

В 1910 году в городе вступили в строй фабрики: суконная «Шахворостов с сыновьями и Пестов» и папиросная «Пестов и Радионов». 22 декабря того же года произошло очередное крупное землетрясение.
В 1912 году открылась гильзовая фабрика «Унион». Кроме того, появилась городская телефонная связь.
В 1913 году в Верном открылась библиотека имени Л. Н. Толстого. В это время в городе насчитывается 10 врачей, 10 фельдшеров, 3 зубных техника, городская больница на 25 коек.
Со 2 по 13 января 1918 года в Верном состоялся Второй областной съезд Советов крестьянских депутатов, на котором принято решение о передачи власти в городе Советам. 22 марта Совнарком Семиреченской области ликвидировал органы переселенческого управления и принял решение публиковать официальные постановления на русском и казахском языках. В мае национализированы предприятия торгового дома «Никита Пугасов и сыновья».
В 1918 году в Верном была образована Народная консерватория.
В мае 1919 года прошёл областной слёт акынов, в котором активное участие принимал Джамбул Джабаев.
На начало 1920 года в городе насчитывалось пять концертных залов и цирк-шапито на Гостинодворской площади. 24 мая 1920 года по инициативе Д. Фурманова в Верном открыты Казахские педагогические курсы.
5 февраля 1921 года на заседании областных и городских организаций город Верный переименован в Алма-Ату.

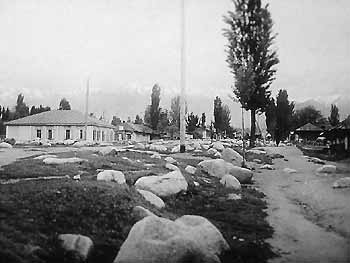
Улица К. Маркса (Кунаева) после селя 1921 года

В ночь с 8 на 9 июля 1921 года на город по руслу реки Малая Алматинка обрушился гигантский грязекаменный поток, который разрушил 65 и повредил 82 жилых дома, 18 мельниц, 177 хозяйственных построек, 2 кожевенных завода, табачную фабрику.
28 марта 1927 года VI Всеказахстанский съезд Советов принял решение о переносе столицы из Кзыл-Орды в Алма-Ату.
В 1929 году в Алма-Ату из Кзыл-Орды перенесена столица Казакской АССР, оттуда же был переведён Казахский театр.
В 1930 году в городе создана обувная фабрика.
1 мая 1930 года в Алма-Ату прибыл первый поезд из Москвы. Основана Республиканская публичная библиотека имени А. С. Пушкина.
В 1931 году в Алма-Ате основан Казахский государственный медицинский институт.
В 1932 году заложен главный ботанический сад.
В марте 1932 года в городе вступила в строй швейная фабрика № 1. Основано Алма-Атинское музыкальное училище имени П. И. Чайковского.
В 1933 году организован Казахский музыкальный театр, положивший начало оперному театру. Открылся русский драматический театр. Вступили в строй ферментационный завод и завод «XX лет Октября».
С 12 по 20 июня 1934 года в Алма-Ате проходил первый съезд писателей Казахстана. В этом же году открылся театральный техникум. Вступил в строй Алма-Атинский механический завод. Созданы Казахский государственный университет имени С. Кирова, музыкальный уйгурский театр, Горнометаллургический институт (ныне — Техническая академия). Вступил в строй первый жилищный комбинат.
В 1935 году в городе пущена первая очередь ЦЭС мощностью 3 тысячи киловатт. Открыт парк культуры и отдыха имени М. Горького. Основана Казахская государственная филармония имени Джамбула. Создана русская оперная труппа. В городе появилось 5 таксомоторов.
В 1936 году в Алма-Ате проведено районирование, образовано 3 района: Ленинский, Советский и Фрунзенский. В этом же году вступили в строй: плодоконсервный комбинат, табачная и сапоговаляльная фабрики, кирпичный и молочный заводы. Создан трест «Зеленстрой», открыты Художественная галерея имени Т. Г. Шевченко, хирургический корпус городской больницы, организован зоологический сад.
В 1938 году основано театрально-художественное училище, преобразованное в 1953 году в художественное, вступил в строй меховой комбинат.
В 1939 году вступил в строй шарикоподшипниковый завод.
В 1941 году начала работу новая швейная фабрика.
После начала Великой Отечественной войны, в июле 1941 года сформирована 316-я стрелковая дивизия, командиром которой назначен генерал-майор И. В. Панфилов. За героизм и мужество в боях с немецкими войсками под Москвой дивизия преобразована в 8-ю гвардейскую стрелковую. 23 ноября 1941 года дивизии присвоено имя генерал-майора Панфилова. В декабре 1941 года в Алма-Ате сформирована 38-я стрелковая дивизия, которая за мужество и героизм стала именоваться 73-й гвардейской Сталинградской стрелковой дивизией.

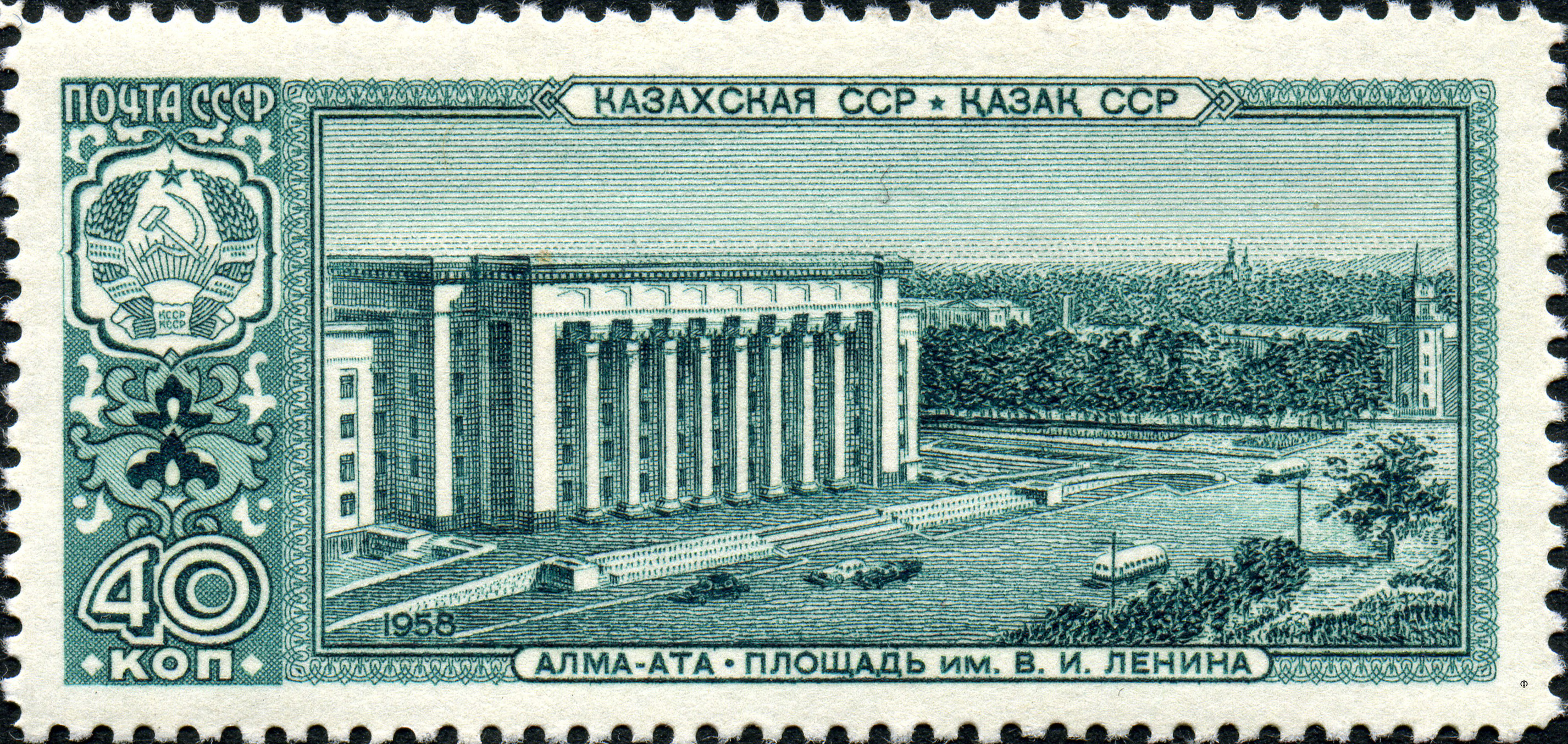
Казахская ССР. Алма-Ата. Площадь им. В. И. Ленина
(почтовая марка СССР 1958 года)

7 ноября 1941 года состоялось открытие нового здания театра оперы и балета. Открыта Алма-Атинская киностудия художественных фильмов. Также вступили в строй хлопкопрядильная фабрика, основанная на базе оборудования, эвакуированного с Реутовской хлопкопрядильной фабрики, и трикотажная фабрика на базе оборудования эвакуированной в Алма-Ату Ивановской трикотажной фабрики.
В 1942 году в городе начали работу мясокомбинат, механический и фурнитурный заводы, хлебозавод № 1, кондитерская фабрика. Продолжена трамвайная линия, соединяющая станцию Алма-Ата-2 со станцией Алма-Ата-1. Создана артель «Кожкомбинат», преобразованная в 1953 году в Алма-Атинский кожобувькомбинат, а затем в кожевенный завод. Вступил в строй действующих предприятий Алма-Атинский завод тяжёлого машиностроения, основанный на базе инструментального и кузнечно-прессового цехов Луганского паровозостроительного завода, и машиностроительный завод имени С. М. Кирова, основанный на базе эвакуированного из-под Махачкалы торпедостроительного завода.
В 1943 году вступили в строй чаеразвесочная и суконная фабрики, оборудование последней эвакуировано с Московской суконной фабрики. В Алма-Ате развернулось движение за создание особого фонда для помощи Красной армии. Фонд образовался за счёт сверхплановой продукции, в него было отчислено 12 млн рублей.
В 1944 году вступил в строй литейно-механический завод. В этом же году основана Алма-Атинская государственная консерватория.
В 1945 году в городе открыт театр юного зрителя.
2 июня 1946 года опубликовано постановление Президиума Верховного Совета, Совета Министров республики и ЦК КП (б) Казахстана «Об учреждении в Алма-Ате Казахской Академии наук». В этом же году основана горно-физическая обсерватория.
В 1950 году вступил в строй завод шампанских вин и кожгалантерейная фабрика. В этом же году в городе установлен памятник Амангельды Иманову.
В 1952 году в Алма-Ате стал действовать завод эмалированной посуды и мебельная фабрика.
В 1953 году в городе сдана в эксплуатацию ГЭС № 1. Основан Горхимкомбинат, преобразованный в 1955 году в Кожобувькомбинат, а в 1959 году — в обувную фабрику № 2.
В 1955 году вступила в строй трикотажная фабрика.
В 1957 году построено новое здание Дома правительства, Дом политического просвещения, здание Академии наук Казахстана. Вступила в строй первая очередь Центрального республиканского стадиона.
В 1959 году вступила в строй первая очередь Алма-Атинского телецентра. На базе Алма-Атинской табачной фабрики и фермзавода создан Алма-Атинский табачный комбинат. В этом же году вступила в строй ГЭС № 2.
В 1960 году установлен памятник Абаю. В этом же году вступил в строй широкоэкранный кинотеатр «Целинный». Образована швейно-галантерейная фабрика.
18 июня 1961 года в Алма-Ате открылась Выставка достижений народного хозяйства Казахстана. Организован домостроительный комбинат на базе завода железобетонных изделий.
В 1962 году в черту города вошли населённые пункты Малая Станица и Порт-Артур Илийского района. Вошли в эксплуатацию новые здания Казахского государственного академического театра имени Ауэзова, Центрального государственного архива Республики Казахстан, городского Дворца пионеров, универмага «Детский мир», «Дома союзов», Института геологических наук АН Казахстана.
В 1963 году начала функционировать радиорелейная линия Алма-Ата — Фрунзе — Ташкент, которая в 1966 году была соединена с Москвой.
В 1964 году построены здания поликлиники Фрунзенского района, панорамного кинотеатра «Целинный» на 1600 мест, энергостроительного техникума.
В 1964 году основано производственное объединение по переработке пластмасс Кызыл-ту.
В 1965 году построены новые здания Института физкультуры и Казахского научно-исследовательского института глазных болезней, сдана первая очередь хлопчатобумажного комбината.
В 2025 году Советом Глав государств СНГ Алматы присвоено почётное звание почётное звание Содружества Независимых Государств «Город трудовой славы. 1941—1945 гг.».
В 2026 году Алматы — Спортивная столица СНГ.

## Административное деление
12 сентября 1936 года решением Президиума ЦИК Казахской АССР в Алма-Ате были образованы 4 района: Пролетарский (с 1957 года — Октябрьский), Ленинский, Сталинский (с 1957 года — Советский) и Фрунзенский. В 1966 году указом Президиума Верховного Совета Казахской ССР за счёт разукрупнения Советского района был образован Калининский, а в 1972 году за счёт разукрупнения Ленинского и Калининского района — Ауэзовский район.
17 октября 1980 года Президиум Верховного Совета Казахской ССР указом образовал два новых района: Алатауский (за счёт разукрупнения Калининского и Ауэзовского) и Московский (за счёт разукрупнения Ленинского, Октябрьского и Фрунзенского).
В 1993 году Алатауский район был ликвидирован и присоединён к Ауэзовскому району. 2 июля 2008 года Алатауский район вновь был создан на новых территориях города.
2 июля 2014 года создан новый, восьмой по счёту, район города — Наурызбайский район.

Районы города Алма-Аты

В настоящее время территория Алма-Аты делится на 8 районов:

    Алатауский

    Алмалинский

    Ауэзовский

    Бостандыкский

    Медеуский

    Наурызбайский

    Турксибский

    Жетысуский

## Официальная символика
Герб и флаг Алма-Аты — официально утверждённые символы города.

### Герб
Герб Алма-Аты представляет собой круглый восточный щит, на переднем плане которого изображён снежный барс, держащий в пасти ветку с восемью яблоневыми цветами (они олицетворяют собой 8 районов города). Барс уверенной поступью шагает вперёд, его правая лапа приподнята вверх, но при этом голова барса обращена назад, что говорит о преемственности в развитии города от древнейших эпох до современности. На заднем плане изображена снежная вершина гор Заилийского Алатау, в местности которого расположен город. Фоном всего герба является голубой цвет — цвет флага Республики Казахстан. Круг обрамлён декоративными линейными лентами и гнёздами уыка (элементом шанырака). На золотом фоне красным цветом по кольцу изображён казахский национальный орнамент, который переплетается со словом «Алматы».

### Флаг
Флаг представляет собой белое полотнище с гербом города посередине и тонкими красными полосами по верхнему и нижнему его краям. Отношение ширины к длине — 1:2.

### Логотип
В 2016 году руководством АО «Центр развития Алматы» инициировано создание нового логотипа города, который собой должен заменить использование герба города на сувенирной продукции, официальных и рекламных мероприятиях города и привлечь в город туристов.

## Органы власти

Алма-Атинский городской суд

Аким (мэр) Алма-Аты, как города республиканского значения, назначается и освобождается от должности непосредственно президентом Республики Казахстан на основе одобрения маслихата (городского собрания) Алма-Аты. Порядок назначения и полномочия акима устанавливаются законом Республики Казахстан «О местном государственном управлении и самоуправлении в Республике Казахстан» от 23 января 2001 года № 148.

### Главы Алма-Аты
С 24 мая 2025 года акимом города Алма-Аты является Дархан Сатыбалды.

## Население
19 декабря 1981 года в городе родился миллионный житель, а 21 июня 2022 года двухмиллионная жительница. Официальная оценка численности населения города на момент ноября 2023 года составила — 2 217 674 человек. Город многонационален: казахи (61,45 %), русские (24,31 %), уйгуры (5,42 %); также живут корейцы (1,81 %), татары (1,31 %) и другие (5,71 %) (2020 год, оценка). Несмотря на свой относительно небольшой возраст, демографические процессы в городе сложны и многообразны, что в значительной мере является отражением его пёстрого национального состава. Характерной чертой современного города является его многоязычие. В городе широко используются русский и казахский языки.
| Численность населения | Численность населения | Численность населения | Численность населения | Численность населения | Численность населения | Численность населения | Численность населения |
| 1854                  | 1859                  | 1879                  | 1913                  | 1926                  | 1939                  | 1959                  | 1970                  |
| --------------------- | --------------------- | --------------------- | --------------------- | --------------------- | --------------------- | --------------------- | --------------------- |
| 470                   | ↗5000                 | ↗18 423               | ↗40 000               | ↗45 400               | ↗222 000              | ↗456 000              | ↗665 000              |
| 1979                  | 1982                  | 1989                  | 1999                  | 2003                  | 2004                  | 2005                  | 2006                  |
| ↗899 700              | ↗1 000 000            | ↗1 071 900            | ↗1 129 400            | ↗1 149 641            | ↗1 175 208            | ↗1 209 485            | ↗1 247 896            |
| 2007                  | 2008                  | 2009                  | 2010                  | 2011                  | 2012                  | 2013                  | 2014                  |
| ↗1 287 246            | ↗1 324 739            | ↗1 361 877            | ↗1 391 095            | ↗1 414 017            | ↗1 450 327            | ↗1 475 579            | ↗1 507 509            |
| 2015                  | 2016                  | 2017                  | 2018                  | 2019                  | 2020                  | 2021                  |                       |
| ↗1 642 334            | ↗1 703 482            | ↗1 787 964            | ↗1 801 993            | ↗1 854 656            | ↗1 916 822            | ↗1 977 011            |                       |

## Экономика
В 2017 году ВРП Алма-Аты на душу населения был на 7 % выше, чем у столицы.
Крупный транспортный узел: железные и шоссейные дороги, аэропорт. По данным Агентства по статистике Казахстана в 2008 году ВВП Алма-Аты достиг 2,9 триллиона тенге (19,9 млрд долларов), в пересчёте на душу населения — 2,2 млн тенге (14,8 тыс. долларов). До начала 1990-х годов экономика города базировалась на пищевой, лёгкой и тяжёлой промышленности. Основная масса продукции реализовывалась в самом городе (население которого превысило миллион жителей в 1981 году), на рынке Казахской ССР, а также в других республиках СССР.
После распада СССР, разрыва межреспубликанских экономических связей и упадка промышленности, широкое распространение в городе (особенно в 1991—1996 годах) получили так называемые барахолки с китайским ширпотребом, базары, развилась так называемая челночная торговля. В этот период экономика города начинает ориентироваться на потребление дешёвого импорта из Китая. Жизненный уровень основной массы населения резко падает. Лишь после 1997 года в Алма-Ате начинается период экономического подъёма, город охватывает настоящий инвестиционный бум, начинается период интенсивного ипотечного строительства. В Алма-Ате расположены штаб-квартиры Народного банка, Казкоммерцбанка, Kaspi Bankа и других крупнейших банков Казахстана. Имеется кондитерская фабрика «Рахат», завод коньячных вин «Бахус», форелевое хозяйство, страусиная ферма.
По состоянию на 2020 год, уровень газификации Алма-Аты составляет 98,8 %.

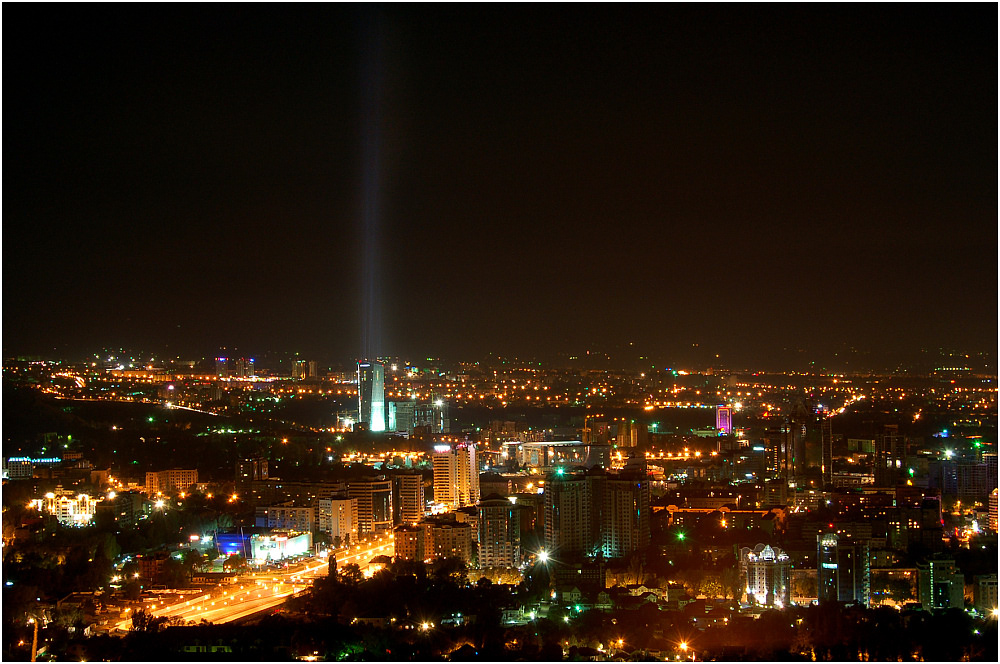
Ночная Алма-Ата
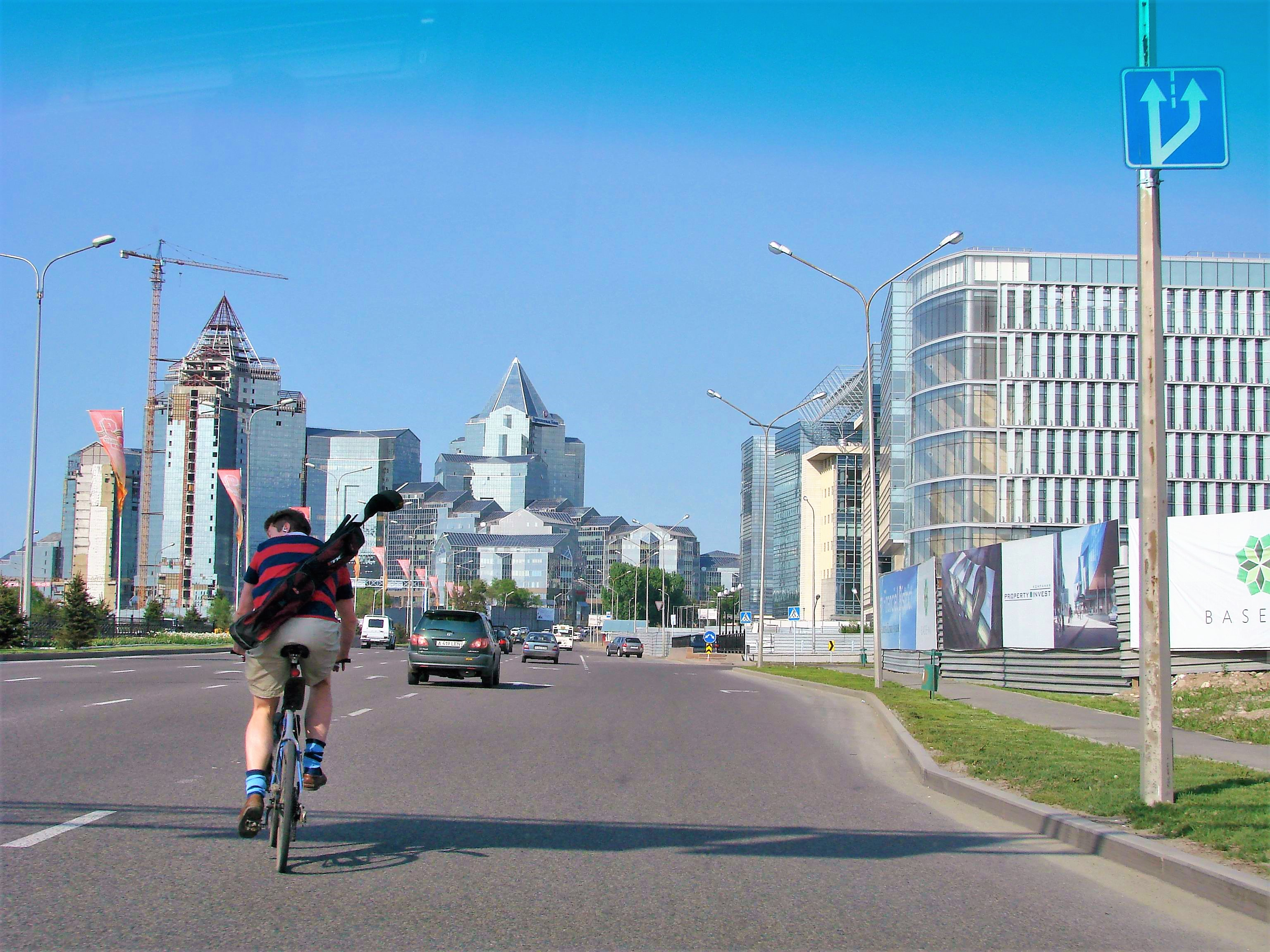
Бизнес-центр на проспекте Аль-Фараби
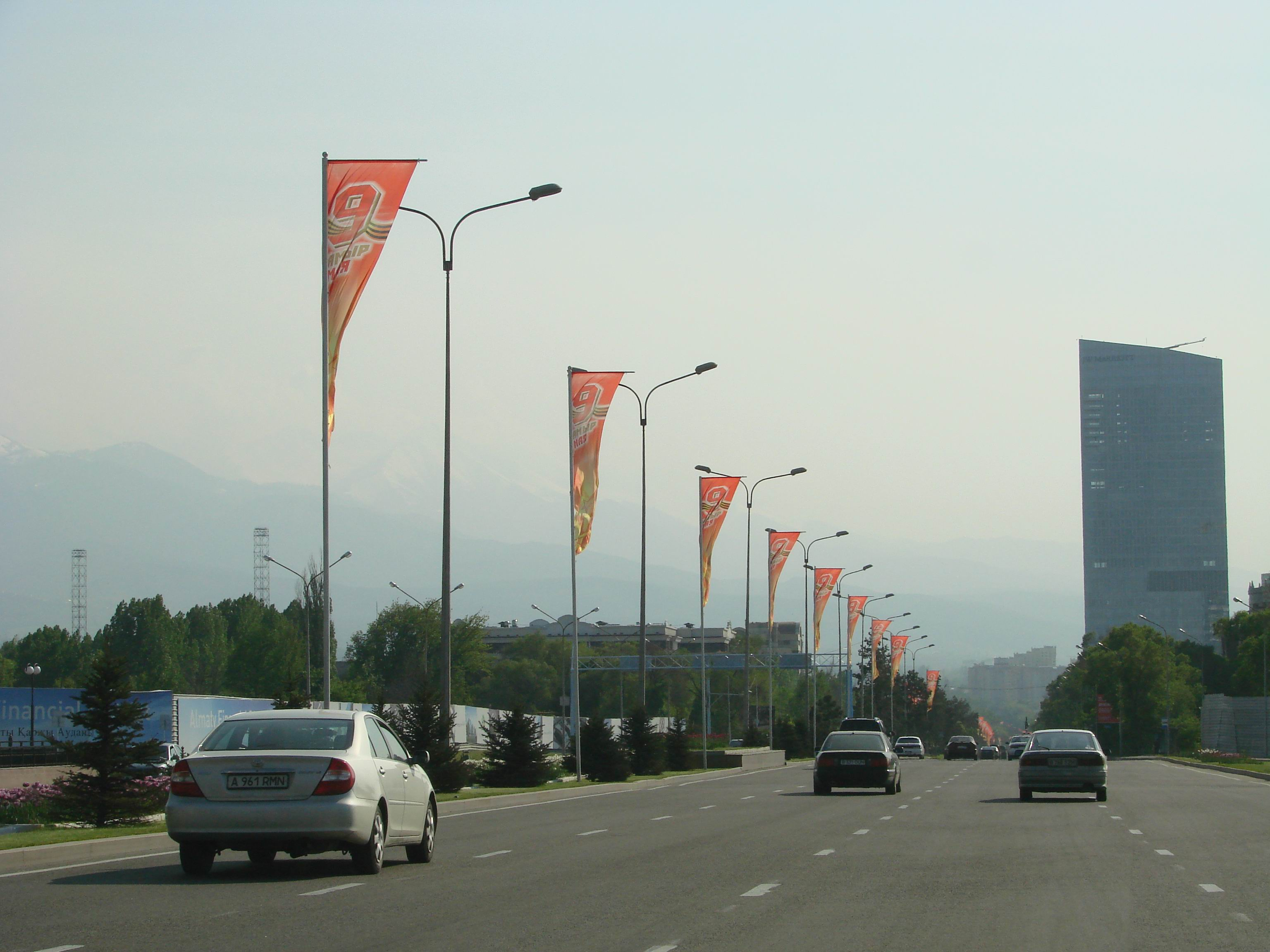
Проспект Аль-Фараби
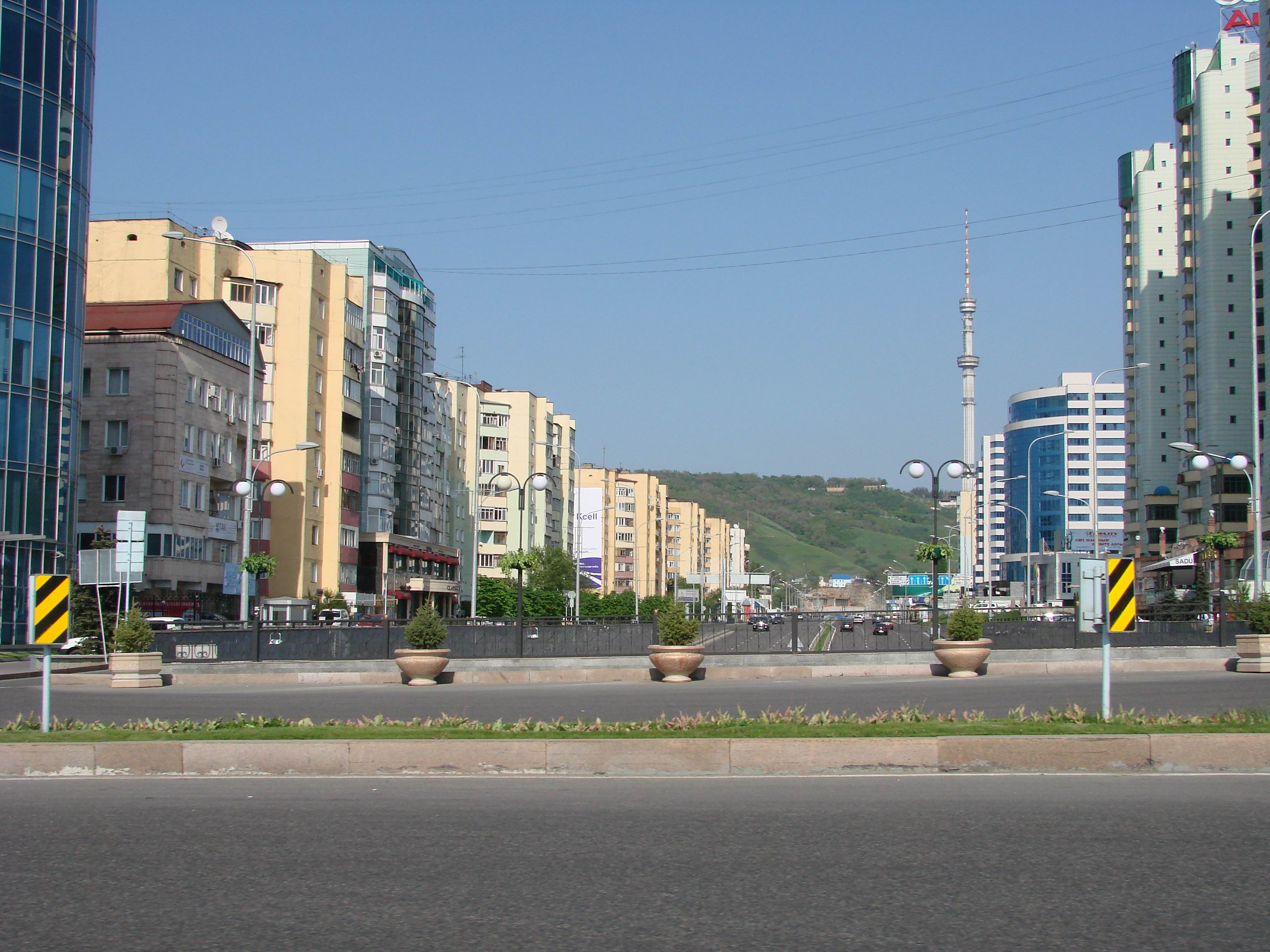
Район Самал

### Недействующие крупные промышленные предприятия
- Алматинская ковровая фабрика
- Алматинский хлопчатобумажный комбинат
- Алматинский завод тяжёлого машиностроения
- Алматинский плодоконсервный завод
- Алматинский домостроительный комбинат
- Алматинский меховой комбинат
- Алматинская швейная фабрика имени Гагарина
- Алматинская швейно-галантерейная фабрика
- Алматинская трикотажная фабрика
- Алматинская обувная фабрика Жетысу
- Алматинская хлопкопрядильная фабрика
- Алматинская кожгалантерейная фабрика
- Кызыл-ту

### Региональный финансовый центр Алма-Аты
В 1997 году принято решение о дальнейшем развитии города в качестве делового и финансового центра региона. В 2006 году принят закон о развитии РФЦА.

## Транспорт

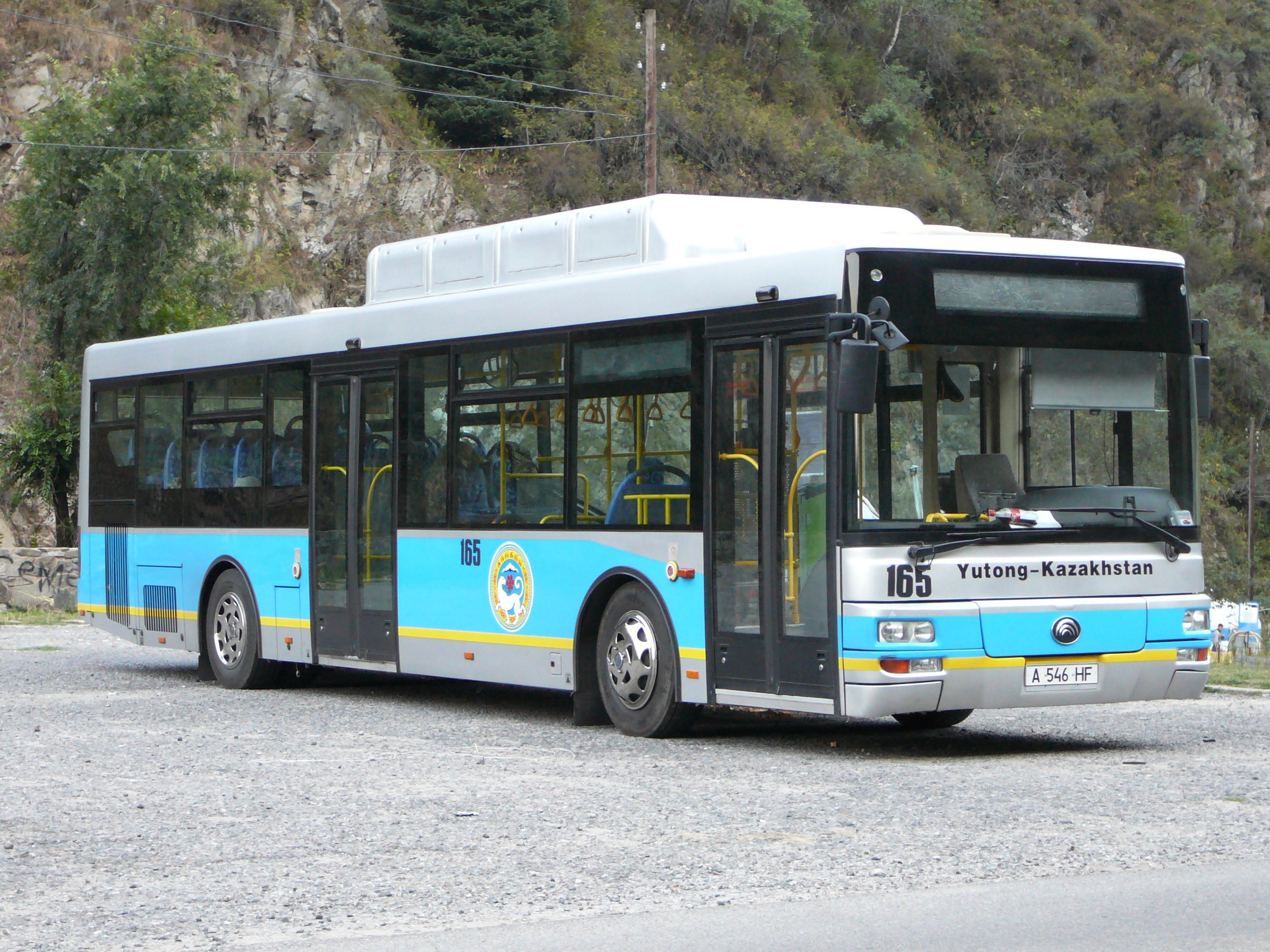
Алма-Атинский автобус

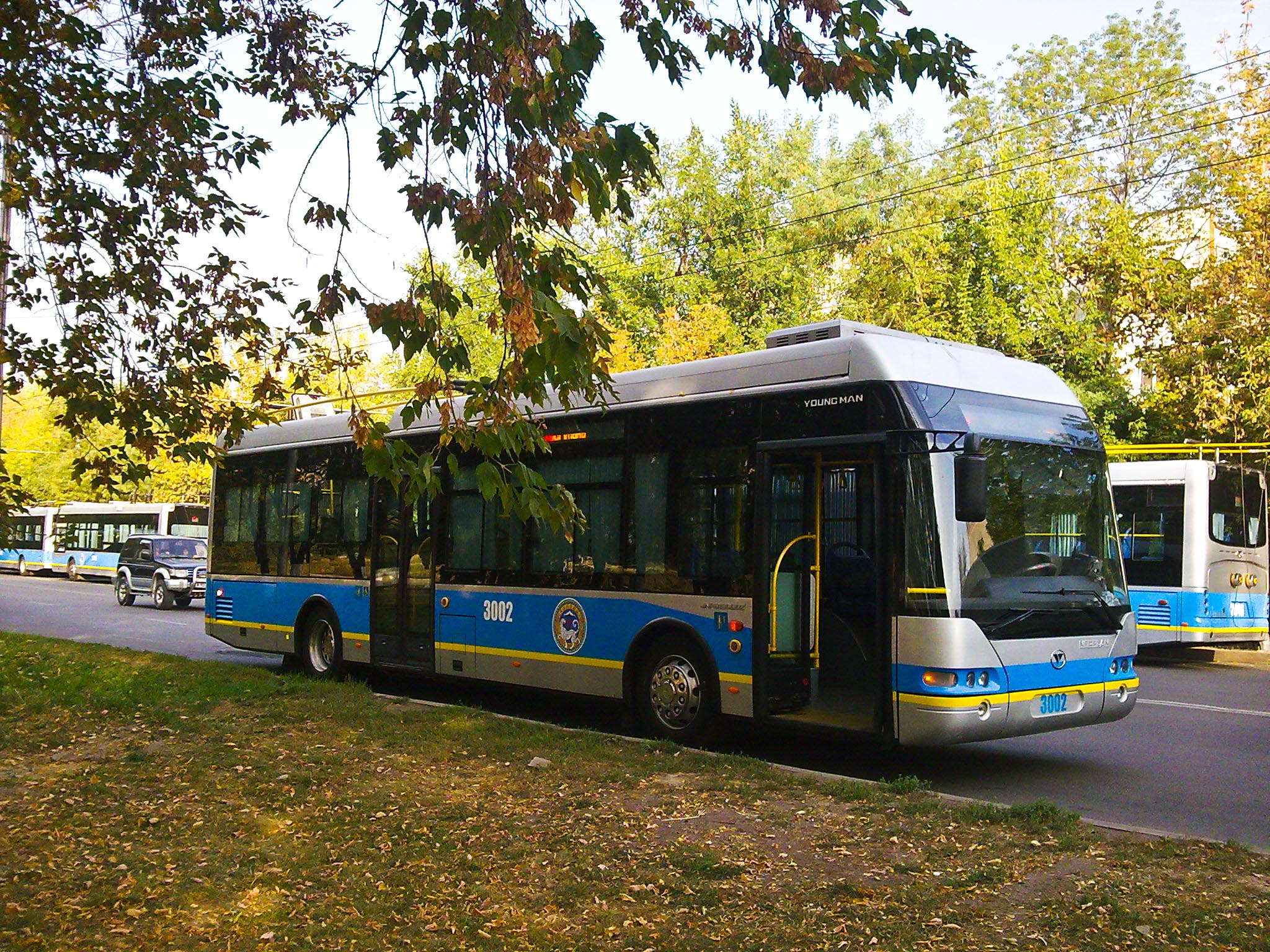
Алма-Атинский троллейбус

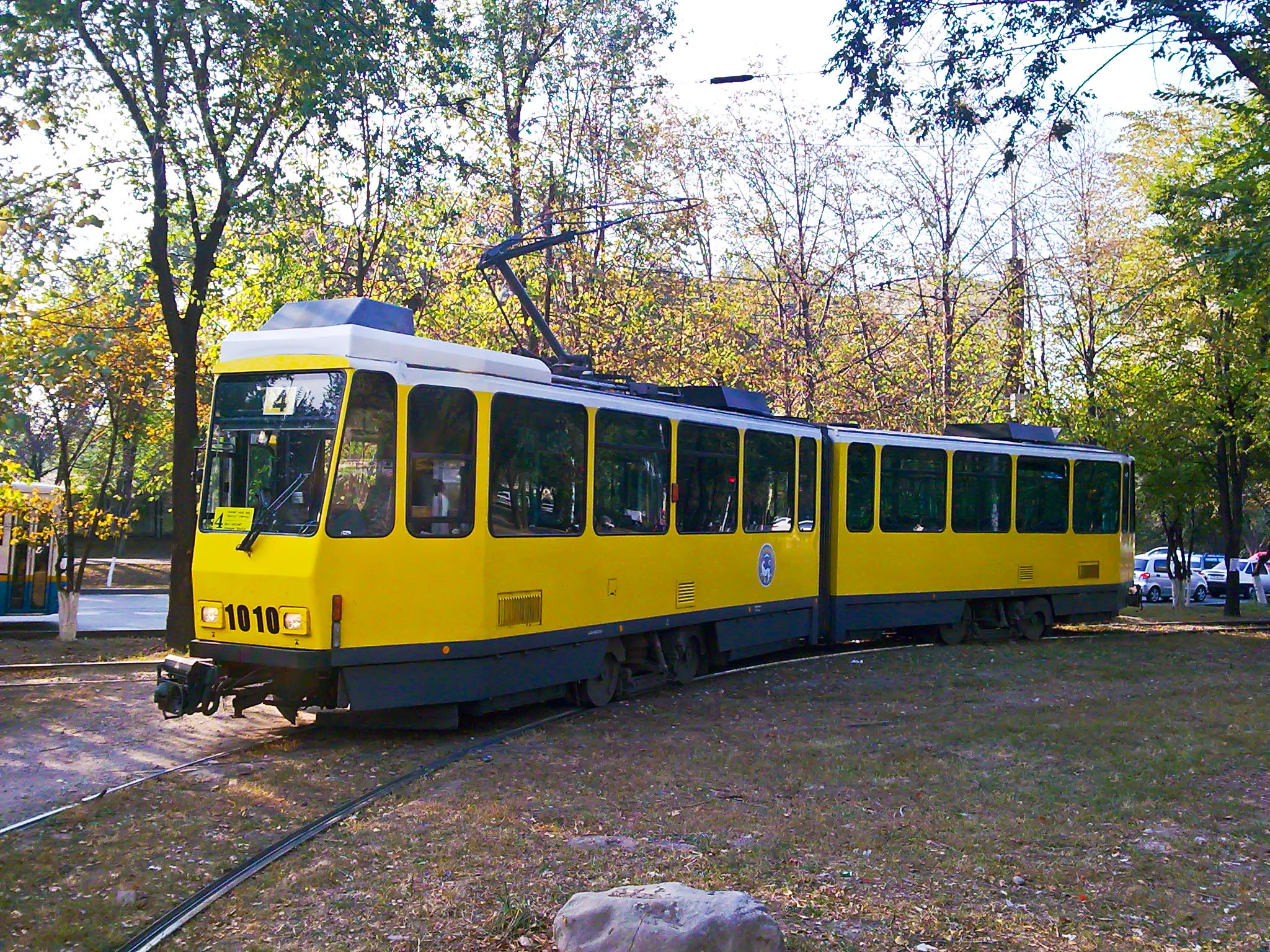
Алма-Атинский трамвай

### Автобусы, троллейбусы, трамваи, такси
В Алма-Ате действует разветвлённая сеть маршрутов автобусов, троллейбусов, маршрутных такси, а также работает такси (в основном частное нелегальное, принадлежащее отдельным самозанятым владельцам личных автомобилей, которые самостоятельно возят на них пассажиров). В 2015—2016 годах для беспрепятственного движения общественного транспорта на крупных магистралях созданы выделенные полосы. К началу XXI века в городе сохранилось всего два трамвайных маршрута, но в конце 2015 года после двух произошедших ДТП с участием трамваев было решено прекратить их движение.
В 1981 году в Алма-Ате был перенят передовой опыт Киева и успешно внедрены троллейбусные поезда, состоящие из двух троллейбусов ЗиУ-9 и соединённые по системе Владимира Веклича.
Стоимость проезда на общественном транспорте по состоянию на июль 2024 г.— 100 тенге

### Метрополитен

Схема Алма-Атинского метрополитена с предполагаемыми названиями станций

Строительство метро началось в 1988 году. Открытие метро неоднократно откладывалось: первоначально было запланировано на 1997 год, позже — на 2008, 2009, 2010 годы. Первая очередь, состоящая из семи станций, открыта 1 декабря 2011 года.

#### Строящиеся станции метро
| Станция  | Предполагаемая дата открытия |
| -------- | ---------------------------- |
| Калкаман | 2025 год                     |

### Дорожная сеть

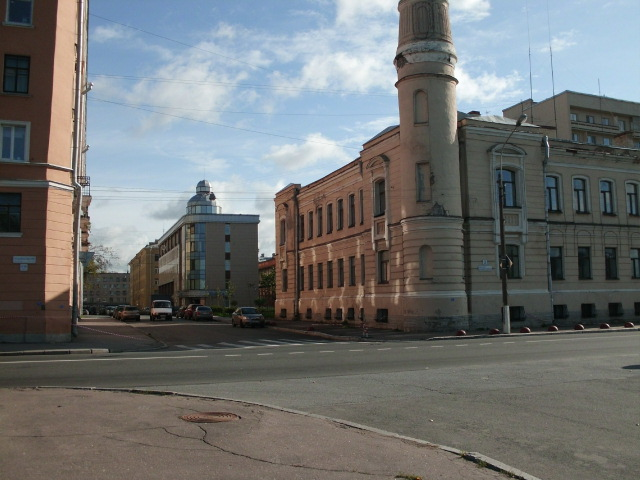
Развязка Райымбека — Суюнбая — Пушкина

В 2007 году были построены 10 новых транспортных развязок, а также началось строительство ВОАД (Восточная обводная автодорога). С окончанием строительства ВОАД центр города охватило малое кольцо дорог — по проспекту Аль-Фараби на юге, проспекту Саина на западе, проспекту Рыскулова на севере и ВОАД на востоке. В 2008 году построено ещё три развязки и закончено строительство двух начатых в 2007 году.
Объездная дорога БАКАД проектируется как шестиполосная автодорога первой категории длиной в 64,85 км. Планируется строительство 14 мостов, 8 двухуровневых транспортных развязок и 2 путепроводов через железные дороги. Предполагается перенос отдельных электролиний, переустройство водопроводов, системы канализации и илопроводов, вынос телекоммуникаций. Техническая категория кольцевой автодороги — 1 «а», платная.
В связи с мировым финансовым кризисом, в августе 2009 года, решением акимата (мэрии) Алма-Аты, строительство БАКАД приостановлено на неопределённый срок. В 2018 году строительство дороги было возобновлено.

### Аэропорт
На административной территории Алма-Аты находится современный международный аэропорт «Алматы». Открытие нового терминала аэропорта, построенного взамен сгоревшего, состоялось в 2004 году. Ранее, в 1998 году, была произведена серьёзная реконструкция взлётной полосы. В 2008 году полностью закончено строительство второй взлётно-посадочной полосы с возможностью приёма всех типов воздушных судов без ограничения по массе. Начато строительство второго (международного) терминала с пропускной способностью 2500 пассажиров в час.
В 2006 году аэропорт «Алматы» обслужил более 2 млн пассажиров. Помимо данного аэропорта, в пригороде Алма-Аты имеется аэропорт местных воздушных линий «Боралдай» (ранее носил название «Бурундай»). В советский период с него производилась перевозка малой авиацией гражданского населения, а также авиационное обеспечение пограничных войск Восточного пограничного округа КГБ СССР. Однако на данный момент он не обслуживает регулярные пассажирские рейсы и является главной авиабазой пограничной службы КНБ Казахстана.

### Железная дорога
В городе действует два железнодорожных вокзала: Алматы 1 и Алматы 2. Алматы 1 является транзитным вокзалом по пути из сибирских регионов России в Центральную Азию, расположен в северной части города. Вокзал Алматы 2 является городским, находится близко к центру города и предназначен для пассажиров, приезжающих в Алма-Ату.

### Велосипедный транспорт

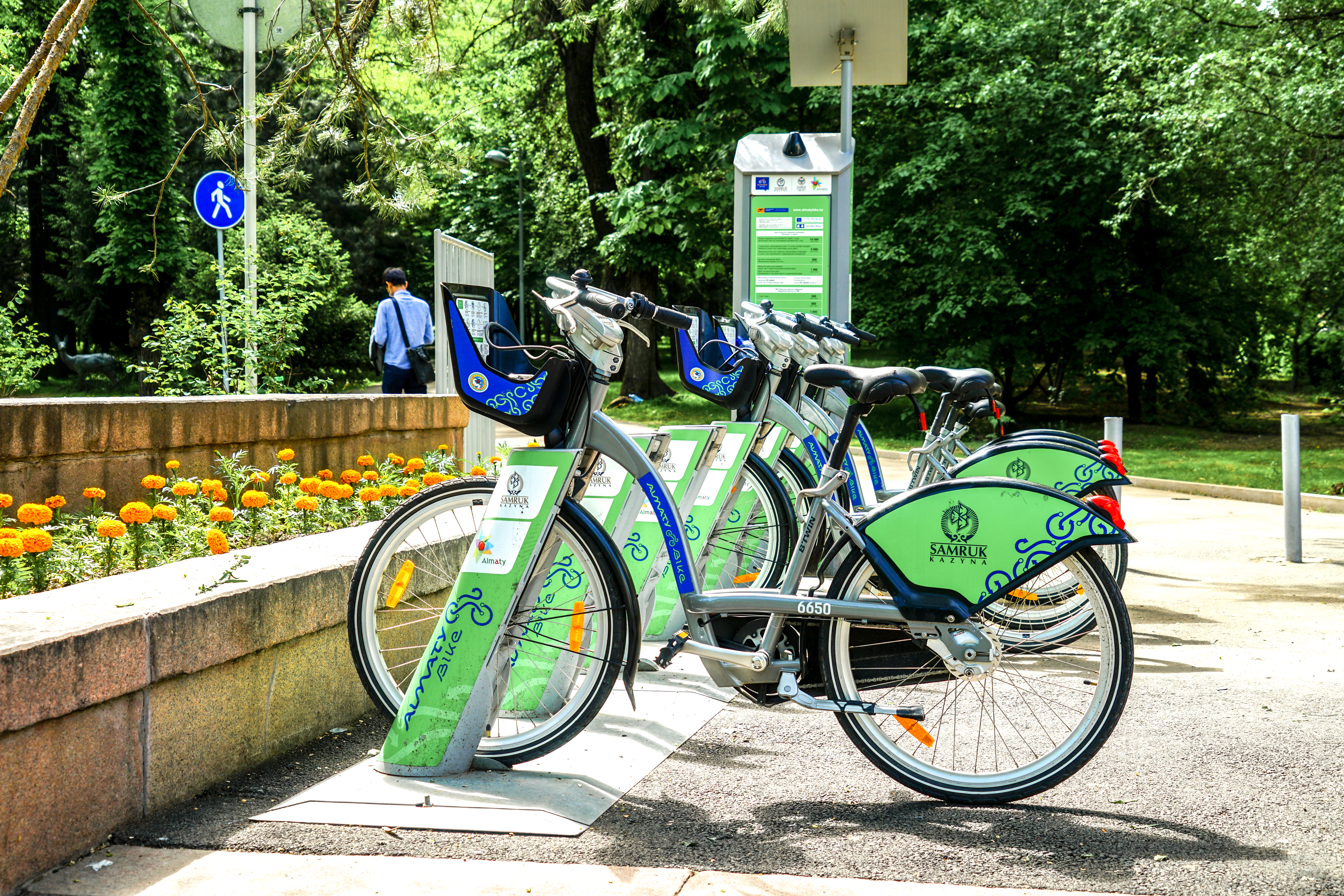
Велосипеды сервиса Almaty Bike на станции. 2018 год

На февраль 2025 года в городе действовало 68 км отдельных велодорожек и 25 км выделенных велополос на автодорогах.
В 2014 году в городе был запущен Almaty Bike, сервис проката станционных велосипедов. Из-за проблем с финансированием и обслуживанием, в декабре 2023 года работа сервиса была приостановлена. На момент приостановки работы, имелось 185 станций проката и 1700 велосипедов. В мае 2025 года в акимате Алматы журналистам сообщили, что работу Almaty Bike возобновлять не будут.

## Наука и образование
Алма-Ата — центр науки в Казахстане. Здесь расположены Национальная академия наук Казахстана, Центрально-Азиатское географическое общество, обсерватория «Каменское плато», а также много ведущих вузов и научно-исследовательских учреждений.

### НИИ
- Казахский научно-исследовательский кожно-венерологический институт
- Научный центр акушерства, гинекологии и перинатологии
- Научный центр педиатрии и детской хирургии
- Институт биологии и биотехнологии растений
- Институт горного дела имени Д. А. Кунаева
- Институт ядерной физики НЯЦ РК
- Институт языкознания имени А. Байтурсынова
- Казахский научно-исследовательский институт энергетики имени Ш. Ч. Чокина
- Национальный центр научно-технической информации Республики Казахстан
- Астрофизический институт имени В. Г. Фесенкова и др.

### Колледж
- Алма-Атинский колледж связи

### Дошкольное воспитание
До Октябрьской революции в Верном (ныне Алма-Ате) не было дошкольных учреждений, лишь в 1917 году была открыта первая детская площадка (впоследствии детский сад). Только в годы советской власти началось планомерное развитие системы дошкольного воспитания. Официальное открытие первых детских яслей в городе по улице Пролетарская, 99 состоялось 2 марта 1927 года. За годы социалистического строительства была создана широкая сеть дошкольных учреждений, подготовлен состав педагогов-воспитателей. Так, в 1982 году в городе имелось 334 государственных детских сада и яслей с 65,9 тысяч детей и 4140 педагогами-воспитателями. С распадом СССР бо́льшая часть зданий детских садов была приватизирована и перепрофилирована. В настоящее время в городе насчитывается 154 государственных и 23 частных детских сада.

## Культура и искусство

Плакат на праздновании дня города 5 октября 2008 года

Алма-Ата по праву считается культурным центром республики. В Алма-Ате имеется 270 учреждений культуры, в том числе 10 театров , 7 концертных залов, филармония, 11 оркестров[уточнить], 13 ансамблей. В Алма-Ате действуют 32 музея[уточнить], 20 художественных галерей, 39 библиотек, 2 Дома детского творчества. 115 памятников истории, архитектуры и монументального искусства. Работают 18 кинотеатров, цирк, 920 спортивных[уточнить] сооружений, множество ночных клубов, ресторанов и других развлекательных заведений. В Алма-Ате расположена крупная киностудия «Казахфильм», а также малые частные студии.

### Театры

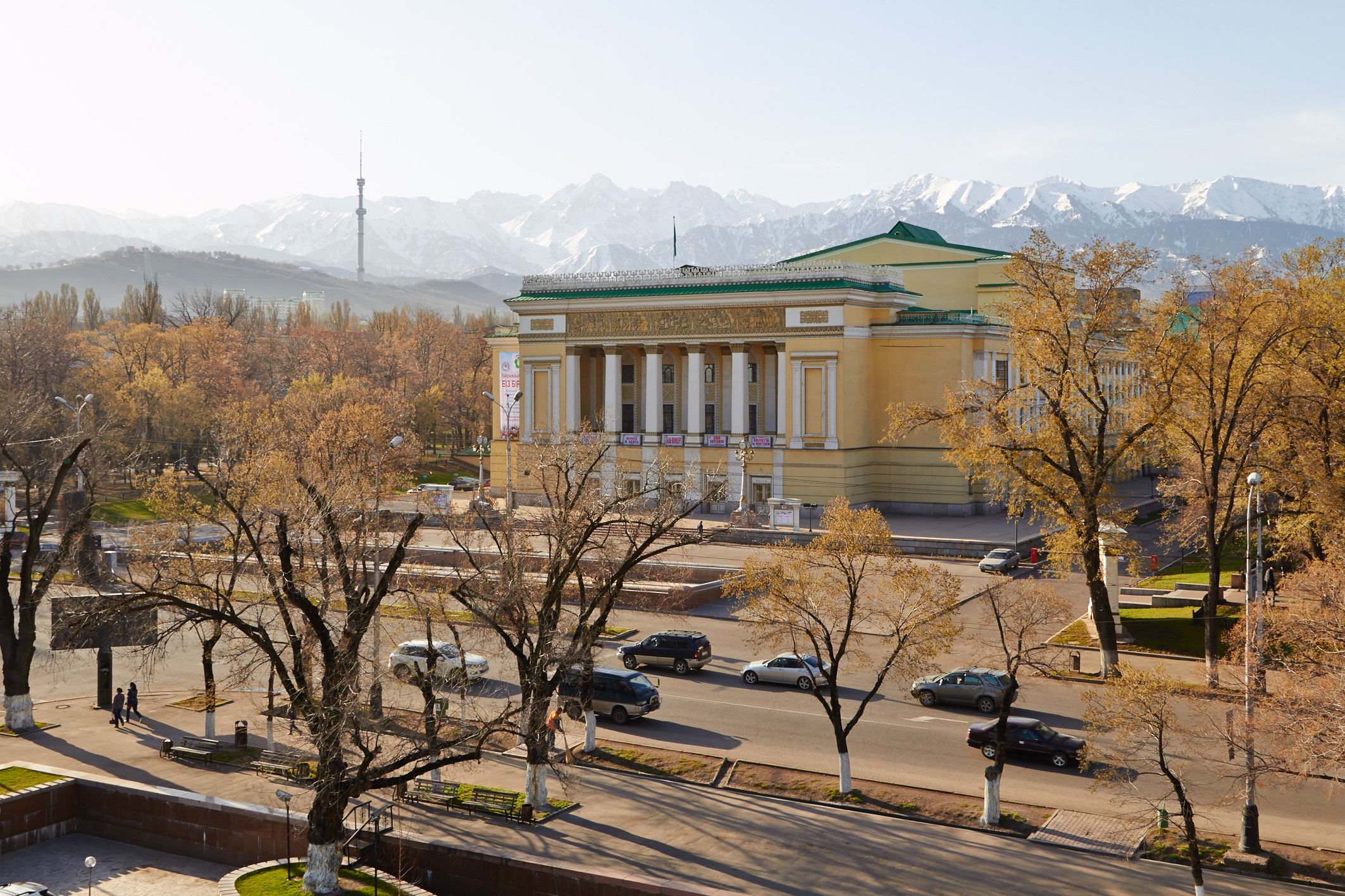
Казахский национальный театр оперы и балета им. Абая

Театральное искусство начало развиваться в городе Верном (ныне Алма-Ата) через несколько лет после основания военного укрепления. 21 ноября 1872 года была представлена первая городская постановка — пьеса А. Н. Островского «Не в свои сани не садись», которая была поставлена Обществом любителей драматического искусства. Пьесы в Верном шли в Общественном, Военном или Коммерческом собраниях.
Первая опера в городе поставлена городским училищем имени генерала Колпаковского 23 февраля 1913 года в Коммерческом собрании в ознаменование 300-летнего юбилея царствования династии Романовых (это была опера Глинки «Жизнь за царя»).
Расцвет театрального искусства в городе пришёлся на советский период Алма-Аты. Это связано с переносом столицы Казахской ССР из Кзыл-Орды в Алма-Ату. Так, в город переехал Казахский театр драмы — первый казахский профессиональный театр. В 1930-е годы в городе были созданы Театр оперы и балета (1934 год) и Кукольный театр (1935 год).
Также многие казахстанские театры, основанные в разных городах республики стали переезжать в столицу. Это Русский театр драмы (в 1934 году из Семипалатинска), Уйгурский театр музыкальной комедии (в 1962 году из Чилика), Корейский театр музыкальной комедии (в 1968 году из Кзыл-Орды) и Немецкий драматический театр (в 1989 году из Темиртау).
После обретения независимости в городе появилось большое количество новых независимых театров. Часто это молодёжные современные концертные площадки, созданные энтузиастами. Они сталкиваются с проблемами финансирования, так как содержание постоянной труппы является затратным процессом.

### Музеи
Значительный вклад в изучение истории культуры, этнографии южных казахов в конце XIX — начале XX веков внесли учёные и краеведы, объединившиеся вокруг научных обществ и культурно-просветительных учреждений Ташкента. В 1874 году из частных коллекций путешественников, посещавших Семиречье с научно-краеведческой целью и при помощи местной интеллигенции, впервые появился музей в городе Верном, который позднее был преобразован в станичный музей Семиреченского казачьего войска. Эта дата и считается днём образования первого музея в Семиречье.
Начало музею искусств имени А. Кастеева положила Казахская государственная художественная галерея имени Т. Г. Шевченко, основанная в 1935 году. Главными её задачами были собирание лучших произведений казахских художников и организация их творческих командировок. В 1936 году музеи Москвы и Ленинграда передали в галерею значительное количество произведений живописи, графики, скульптуры и прикладного искусства. К концу 1950-х годов фонды галереи насчитывали свыше 5000 экспонатов, в том числе картины, репродукции произведений дореволюционных и советских художников, западноевропейских и восточных мастеров искусств.
В 1970—1980-х годах строятся новые здания для действующих музеев, а также открываются новые тематические музеи: книги, музыкальных инструментов, археологии и других.
Значительным вкладом в развитие музейного дела стало открытие Музея истории Алматы, создавшего объединение музеев города Алматы и государственного учреждения «Гылым Ордасы», объединившего четыре музея, что позволило систематизировать научную работу.

### Киностудия
- Казахфильм

### Кинотеатры
Первый кинопоказ в городе Верном состоялся в 1900 году, когда в город прибыл физик К. О. Краузе. Тогда при помощи диапроектора демонстрировались расписанные вручную стеклянные диапозитивы. Киносеанс состоялся 25 января в Пушкинском саду. В январе 1911 года было открыто здание первого частного кинотеатра «Двадцатый век» на перекрёстке Пушкинской и Гоголевской улиц, принадлежавшее предпринимателю А. Р. Сейфуллину. Для демонстрации фильмов кинотеатр оборудовали первой в истории города электростанцией производства английской фирмы «Петтер» в 14 лошадиных сил. Здание кинотеатра сгорело в феврале 1918 года.
Начиная с 1930-х годов в парковых зонах города стали появляться летние киноплощадки, которые позднее были преобразованы в полноценные кинотеатры. Так, кинотеатр «Родина» впервые открылся в парке культуры и отдыха Горького в 1937 году. В 1957 году из сезонной площадки он был перестроен в широкоэкранный кинотеатр с залом на 712 зрительных мест. В другом парке города — парке «Федерации советских республик» был открыт кинотеатр «Прогресс», позднее переименованный в «Алма-Ату».
К началу 1990-х годов в городе существовал 21 кинотеатр. Все кинотеатры подразделялись на первый, второй и третий экран. К кинотеатрам первого экрана, в которых проходили премьеры новых фильмов, относились «Алатау», «Целинный» и «Арман». Кинотеатры были в основном однозальными, двумя залами обладали киноцентры «Казахстан», «Арман» и «Целинный».
В 2000-х годах кинозалы стали открываться в торгово-развлекательных центрах, а существовавшие стационарные кинотеатры начали терять популярность и закрываться.

### Галереи
- Тенгри Умай
- Ою
- Улар
- Умай
- Центр современного искусства Сороса

### Библиотеки
- Национальная библиотека Республики Казахстан (бывшая Пушкинская)

## Религия
Ислам

Центральная мечеть

Мечеть «Байкен»

В результате перерегистрации филиалов Духовного управления мусульман Казахстана по данным на 25 октября 2012 года в Алма-Ате зарегистрированы 28 мечетей.
- Центральная мечеть города Алма-Аты[129]
- Мечеть «Султан-Корган»
- Мечеть «Байкен» на ул. Розыбакиева

Русская православная церковь

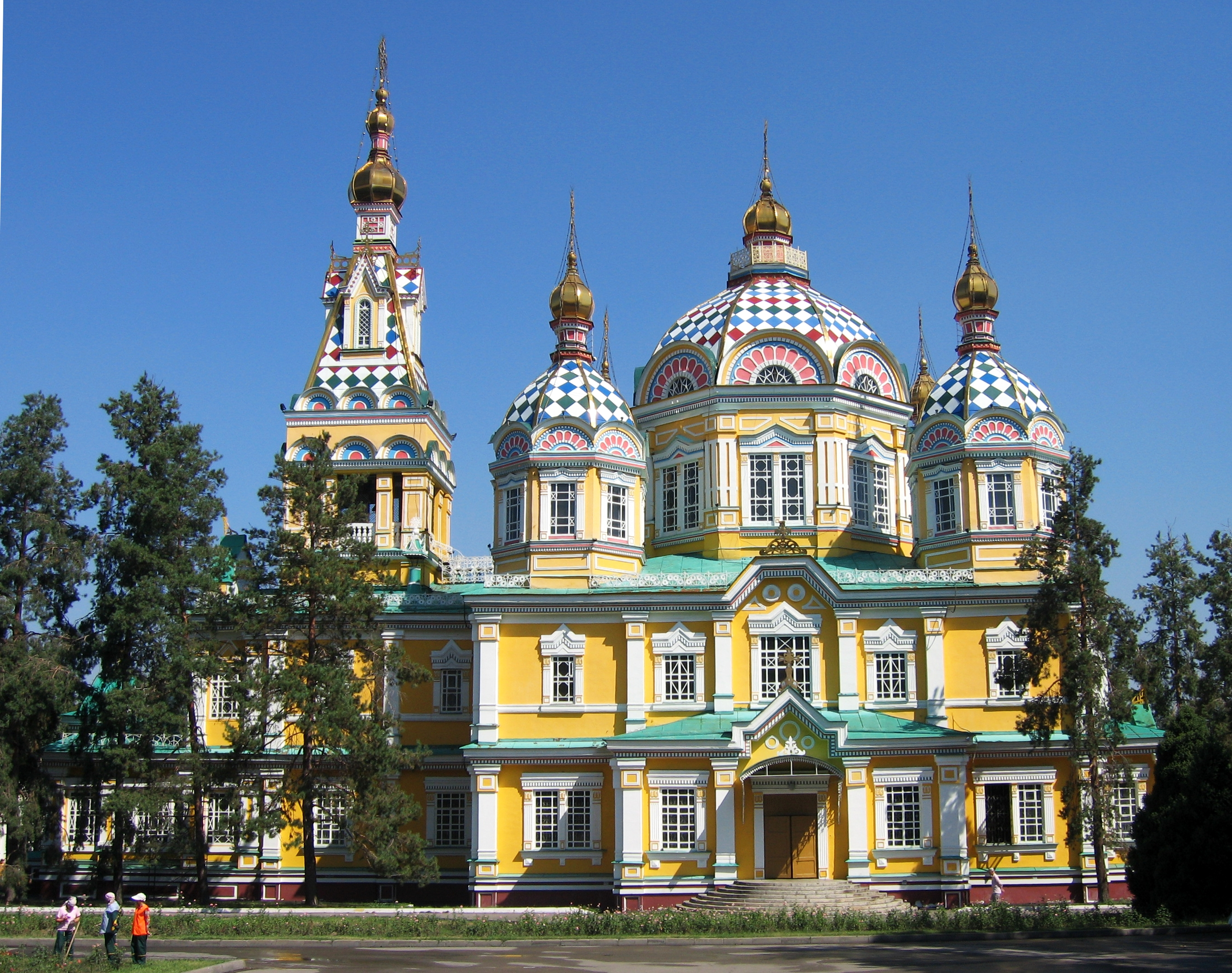
Кафедральный Вознесенский православный собор

В Алма-Ате имеется 20 храмов, относящихся к Алматинскому городскому благочинию Астанайской епархии Русской православной церкви, среди них:
- Вознесенский кафедральный собор;
- Свято-Никольский собор;
- Казанский собор;
- Софийский собор;
- Собор Рождества Христова;
- Храм в честь Покрова Пресвятой Богородицы;
- Храм святых апостолов Петра и Павла[131]
- Храм во имя святителя Филарета Митрополита Московского и др.

Также здесь действуют Иверско-Серафимовский женский монастырь и Алма-Атинская духовная семинария (открыта в 1991 году как Алма-Атинское епархиальное духовное училище, с 2010 года — семинария).
Старообрядчество
В Алма-Ате имеются 2 старообрядческие общины (в том числе одна — Древлеправославной поморской церкви).
Армянская апостольская церковь
По состоянию на 2012 год в Алма-Ате официально зарегистрирована 1 община «Сурб Хач» Армянской апостольской церкви.
- Церковь Святого Карапета

Католицизм

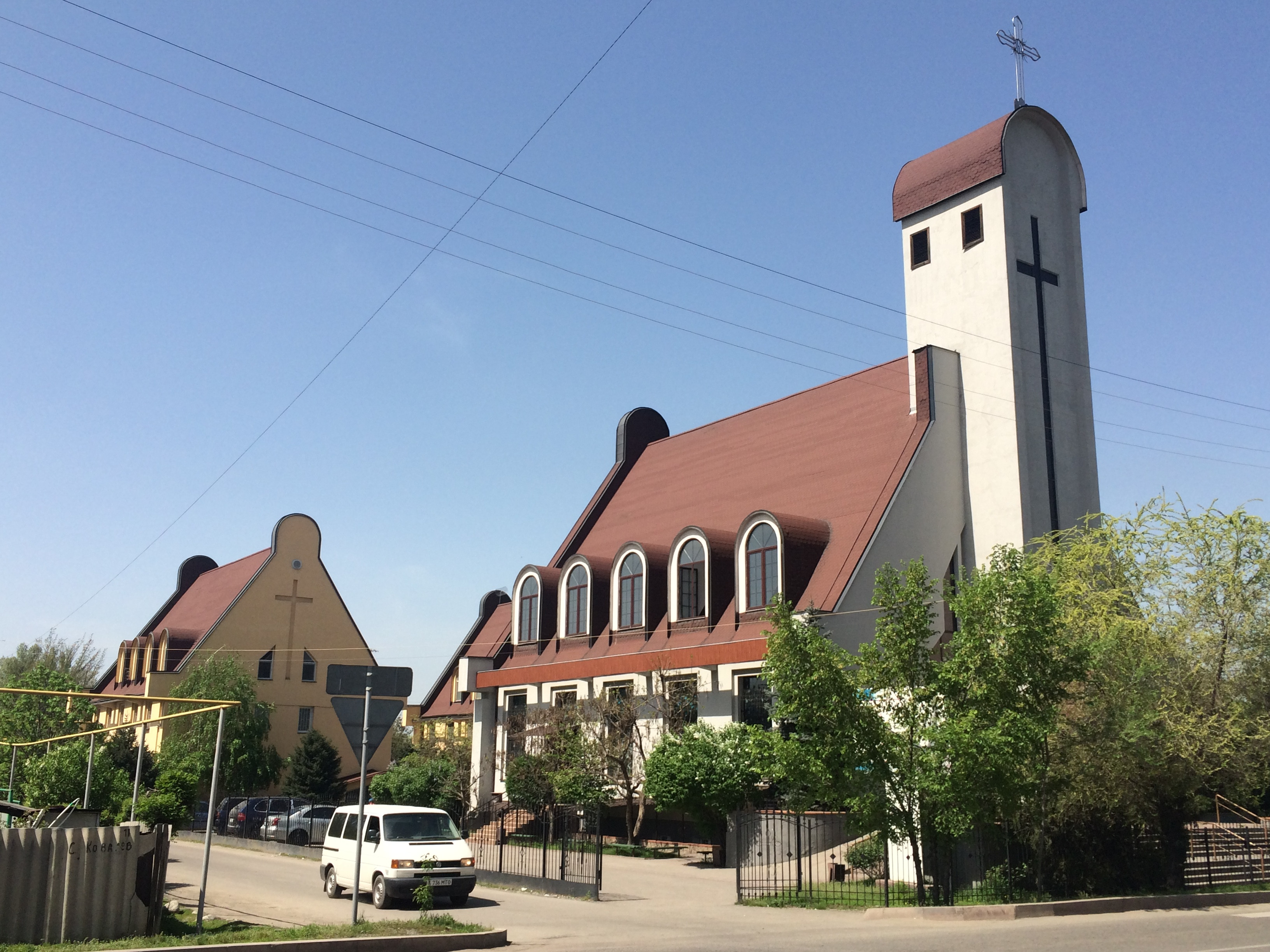
Католический собор Пресвятой Троицы

По состоянию на 25 октября 2012 года в Алма-Ате официально зарегистрировано 3 прихода епархии Пресвятой Троицы.
- Собор Пресвятой Троицы в Алма-Ате[136].

Лютеранство
По состоянию на 25 октября 2012 года в Алма-Ате официально зарегистрировано 3 лютеранских прихода.
Баптизм
По состоянию на 25 октября 2012 года в Алма-Ате официально зарегистрировано 12 общин баптистов.
Методизм
По состоянию на 25 октября 2012 года в Алма-Ате официально зарегистрировано 12 общин методистов.
Свидетели Иеговы
По состоянию на 25 октября 2012 года в Алма-Ате официально зарегистрировано 5 общин Свидетелей Иеговы.
Адвентисты Седьмого дня
По состоянию на 25 октября 2012 года в Алма-Ате официально зарегистрировано 3 общины адвентистов Седьмого дня.
Иудаизм
- Центральная синагога Казахстана имени раввина Леви-Ицхака Шнеерсона[142]

Буддизм
По состоянию на 25 октября 2012 года в Алма-Ате официально зарегистрирована 1 буддистская община.

## Архитектура и достопримечательности

### Фонтаны
Сегодня в Алма-Ате имеется более 120 фонтанов, из них 61 — в коммунальной собственности. Фонтаны вместе с разветвлённой арычной сетью играют в Алма-Ате большую роль — вместе они создают единый комплекс водоёмов и водотоков города. Каждый год в конце весны в городе отмечается праздник — «День фонтанов». В этот день впервые после зимы включают все фонтаны города.
В 2006 году открылся новый фонтан на озере Сайран, в микрорайоне Тастак. Из этого озера раньше бил самый высокий в СНГ фонтан — струя воды диаметром 10 см достигала 50-метровой высоты. С 2008 года фонтан не работает.

Фонтаны Алма-Аты
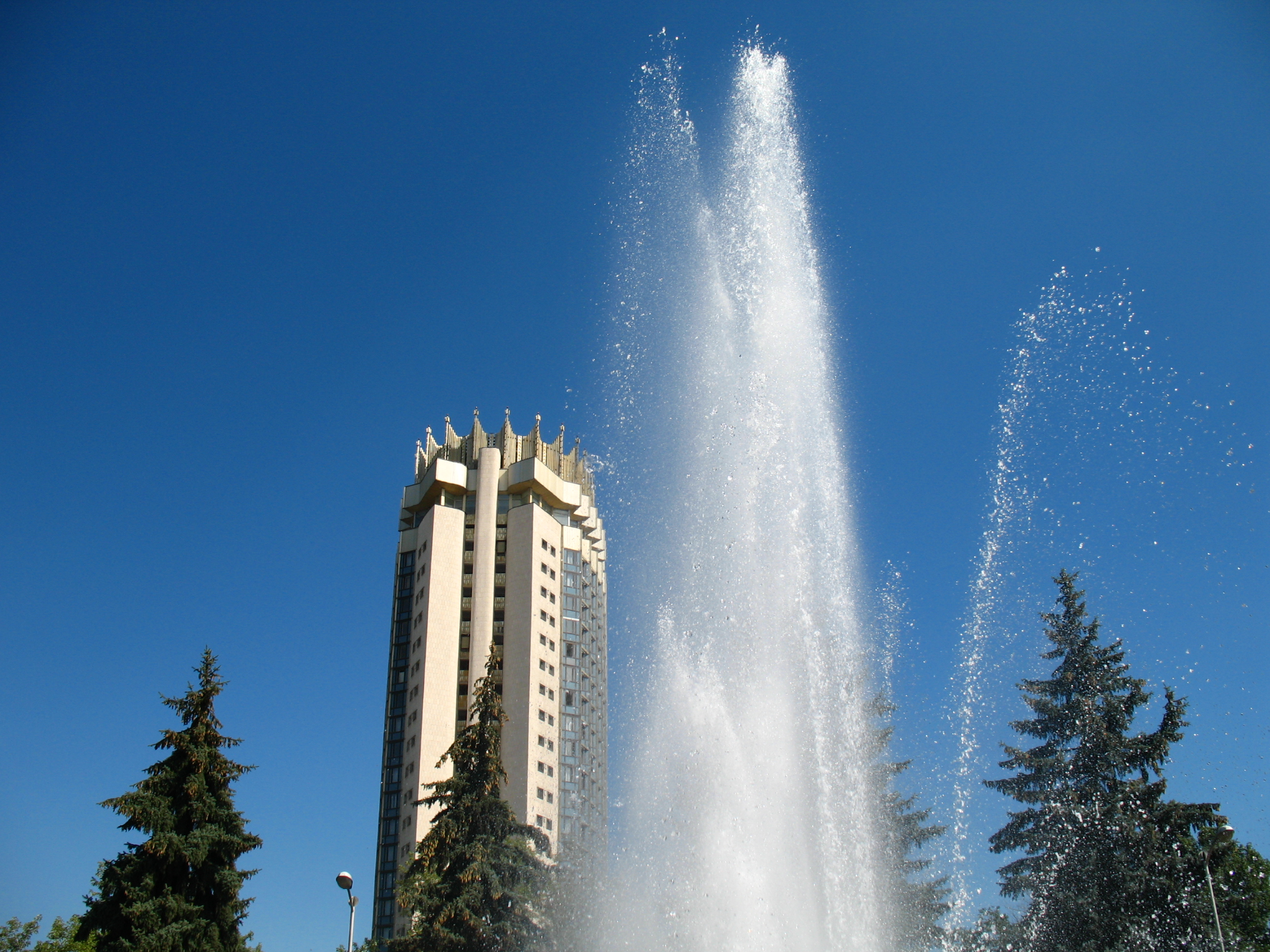
Фонтан у Дворца Республики
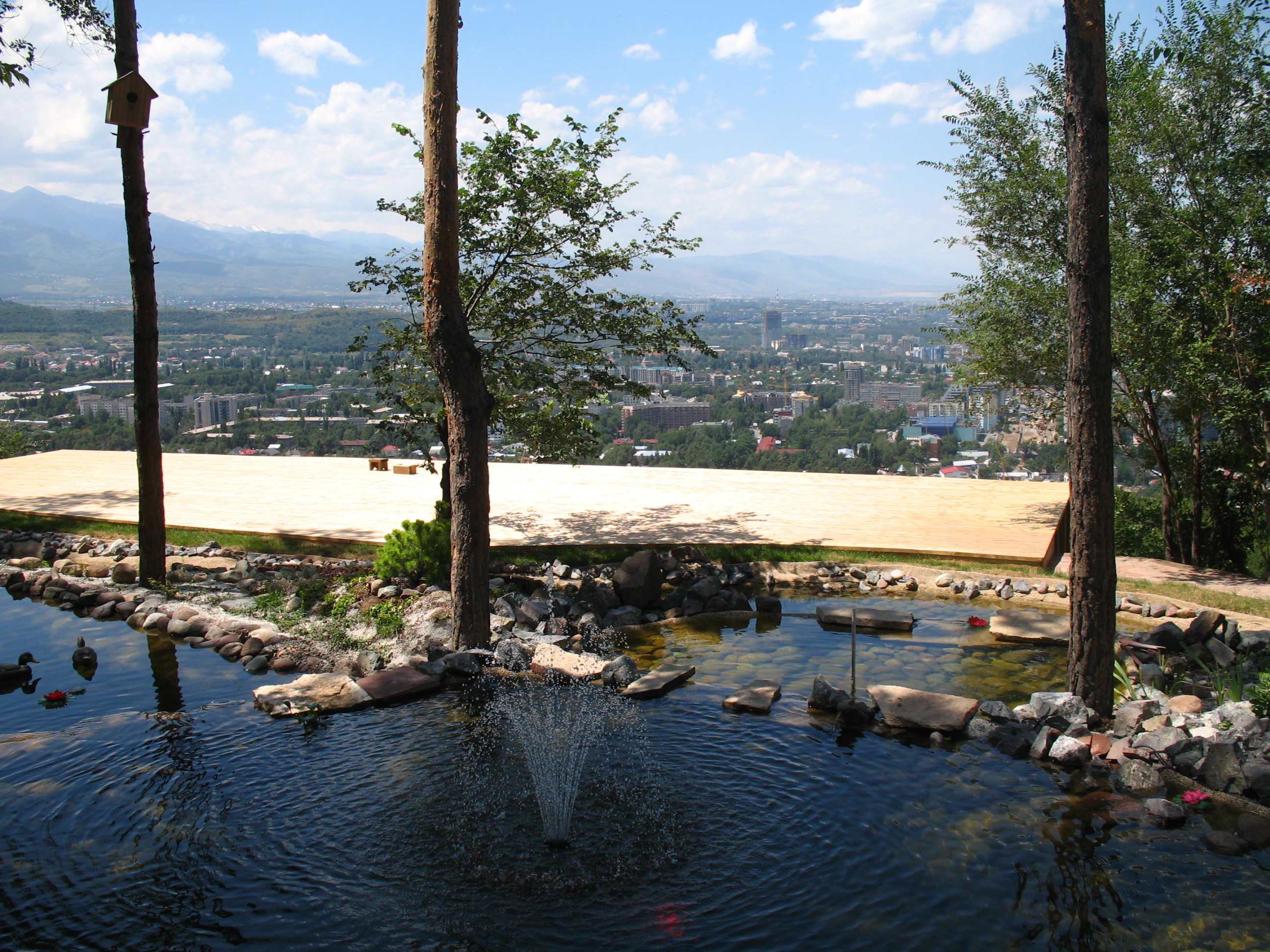
Фонтан на Коктобе
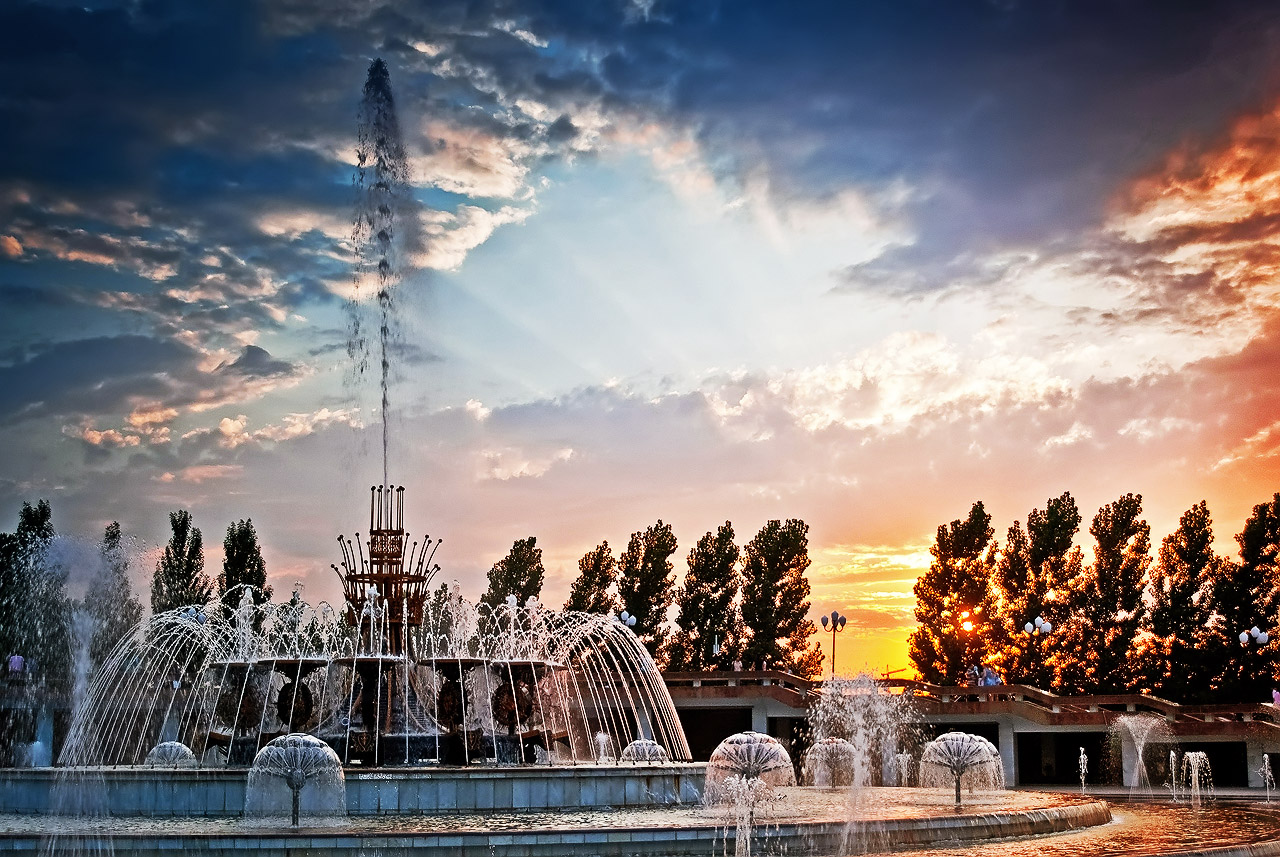
Фонтан в Парке Первого Президента Республики Казахстан
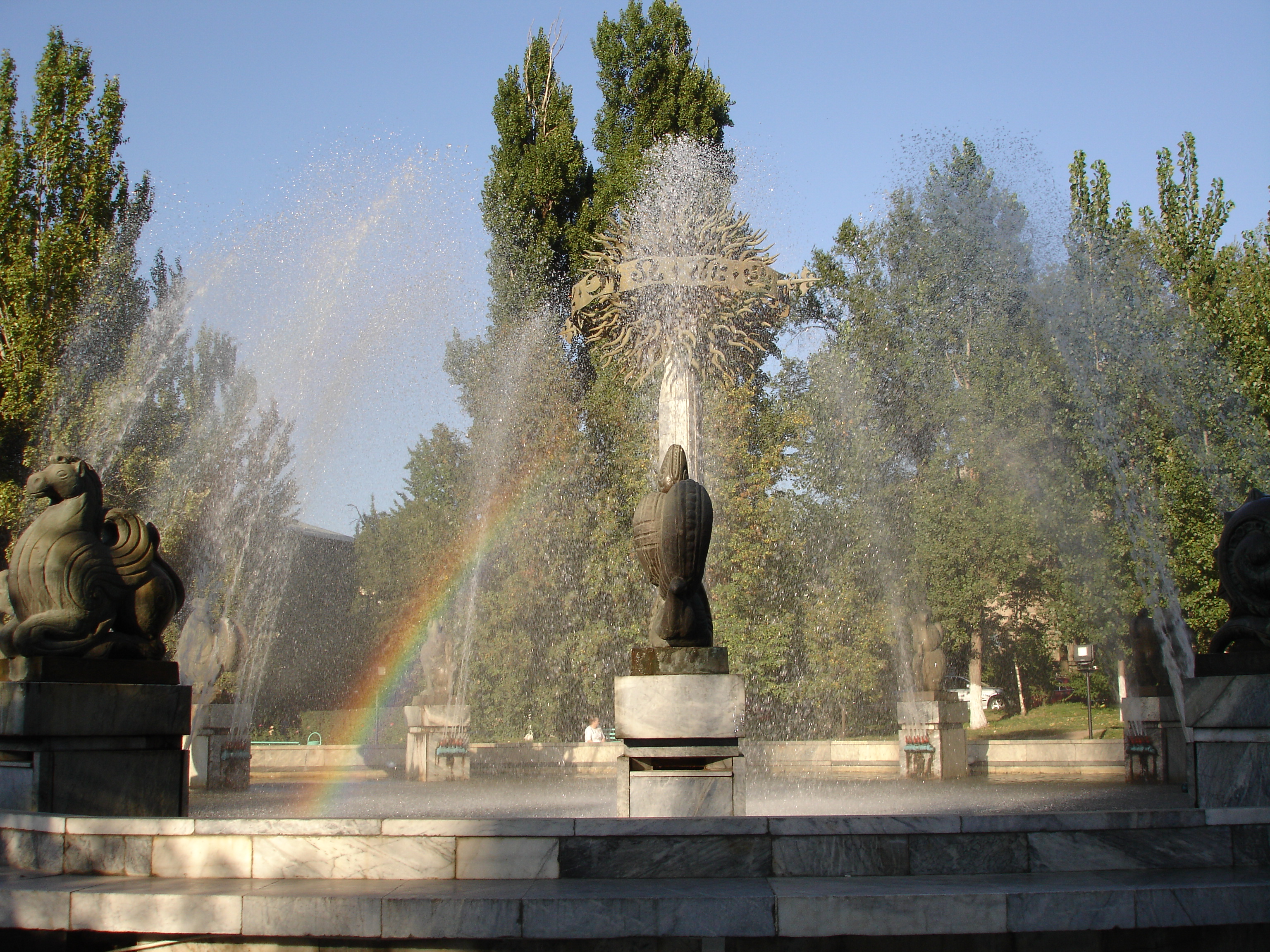
Фонтан «Восточный календарь»
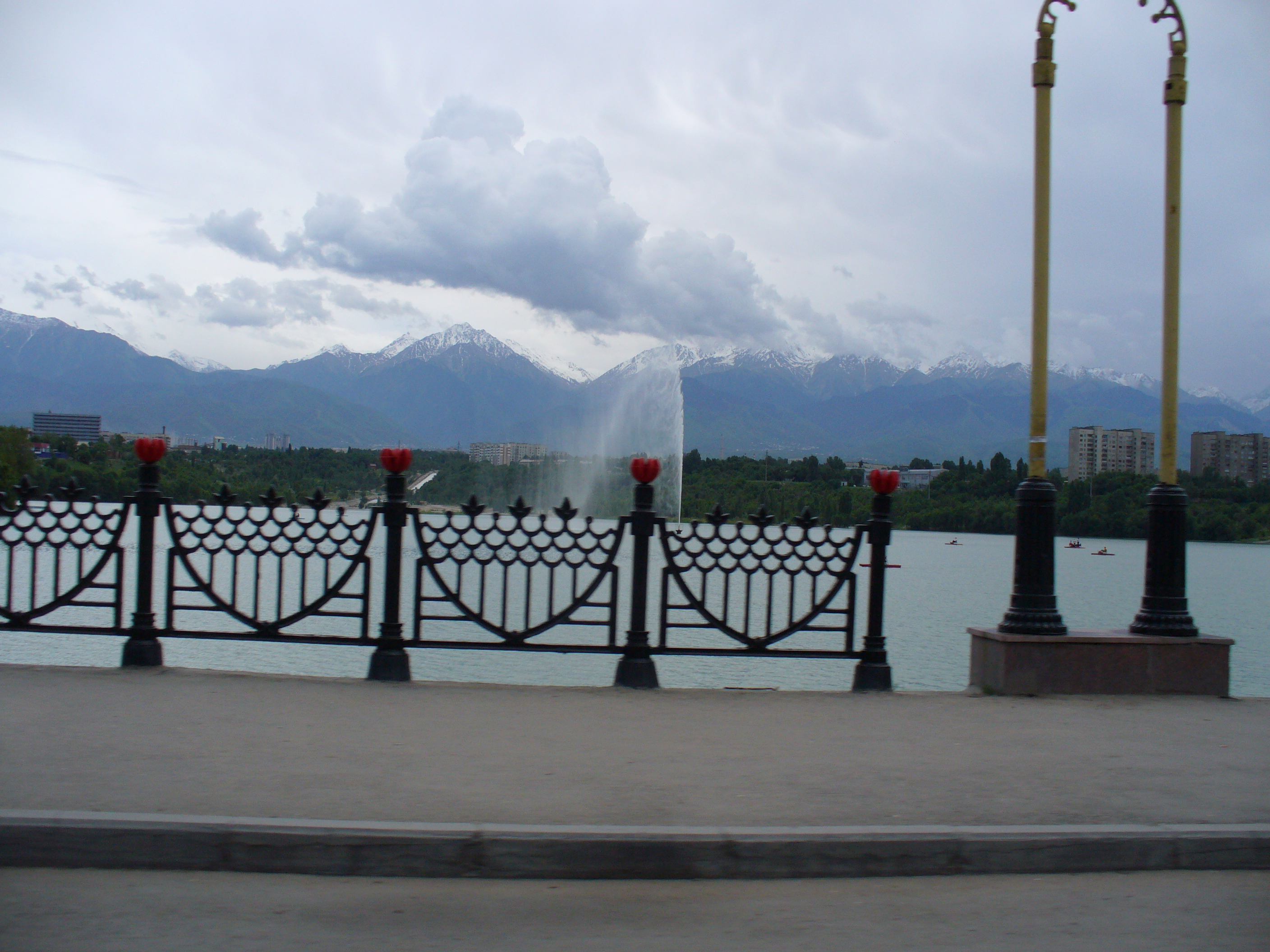
Фонтан на озере Сайран

### Вознесенский кафедральный собор

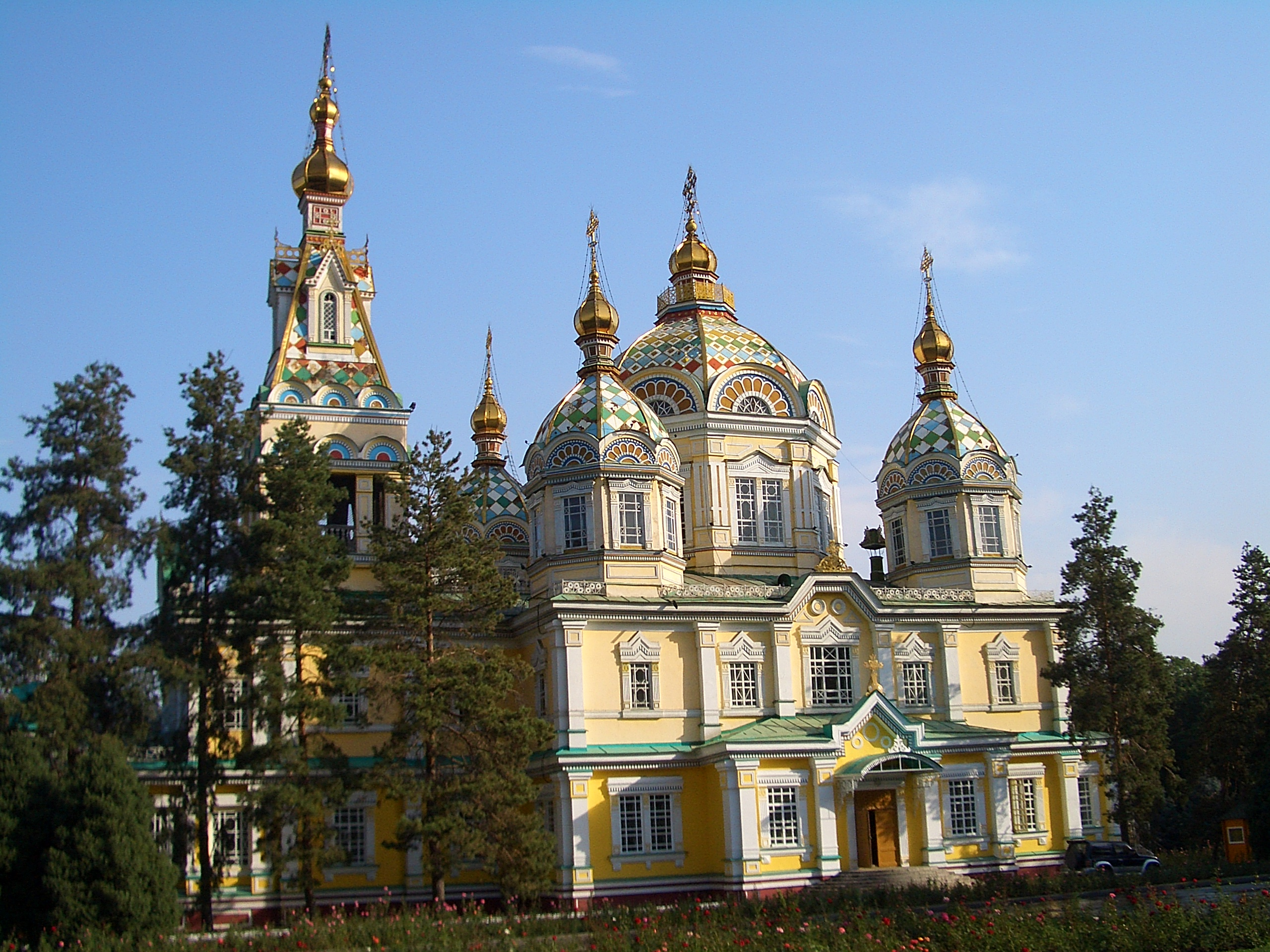
Вознесенский кафедральный собор

Вознесенский собор — уникальное по инженерной конструкции сейсмостойкое сооружение высотой в 56 метров, построенное архитектором К. А. Борисоглебским и инженером А. П. Зенковым в 1907 году из голубой тяньшаньской ели по проекту Павла Гурде. Стены собора были расписаны местным художником Н. Г. Хлудовым. В советский период в здании находился краеведческий музей. В мае 1995 года здание передали Алма-Атинской и Семипалатинской епархии Русской православной церкви. После двухлетних реставрационных работ в 1997 году в храме возобновилось богослужение.

### Телевизионная башня
Телебашня, расположенная на горе Коктобе на высоте 1000 м над уровнем моря — самое высокое сооружение Алма-Аты. Её высота почти 372 м. Над уровнем моря — 1130 м. Основанием башни служит железобетонный фундамент в виде трёхэтажного секционного подвала. Ствол башни представляет металлический ступенчатый шестнадцатигранник диаметром 18 м в основании, 13 и 9 м в местах расположения служб технического обслуживания на высотах 146 и 252 м. Сооружение построено с учётом сейсмичной горной местности и может выдержать землетрясение до 10 баллов. Телевизионная башня — это комплекс действующей радиотелевизионной передающей станции с особым режимом работы, поэтому она недоступна для экскурсионных осмотров города с высоты. Освещённая в тёмное время суток мощными прожекторами башня видна почти с любой точки города.

### Высокогорный каток «Медео»

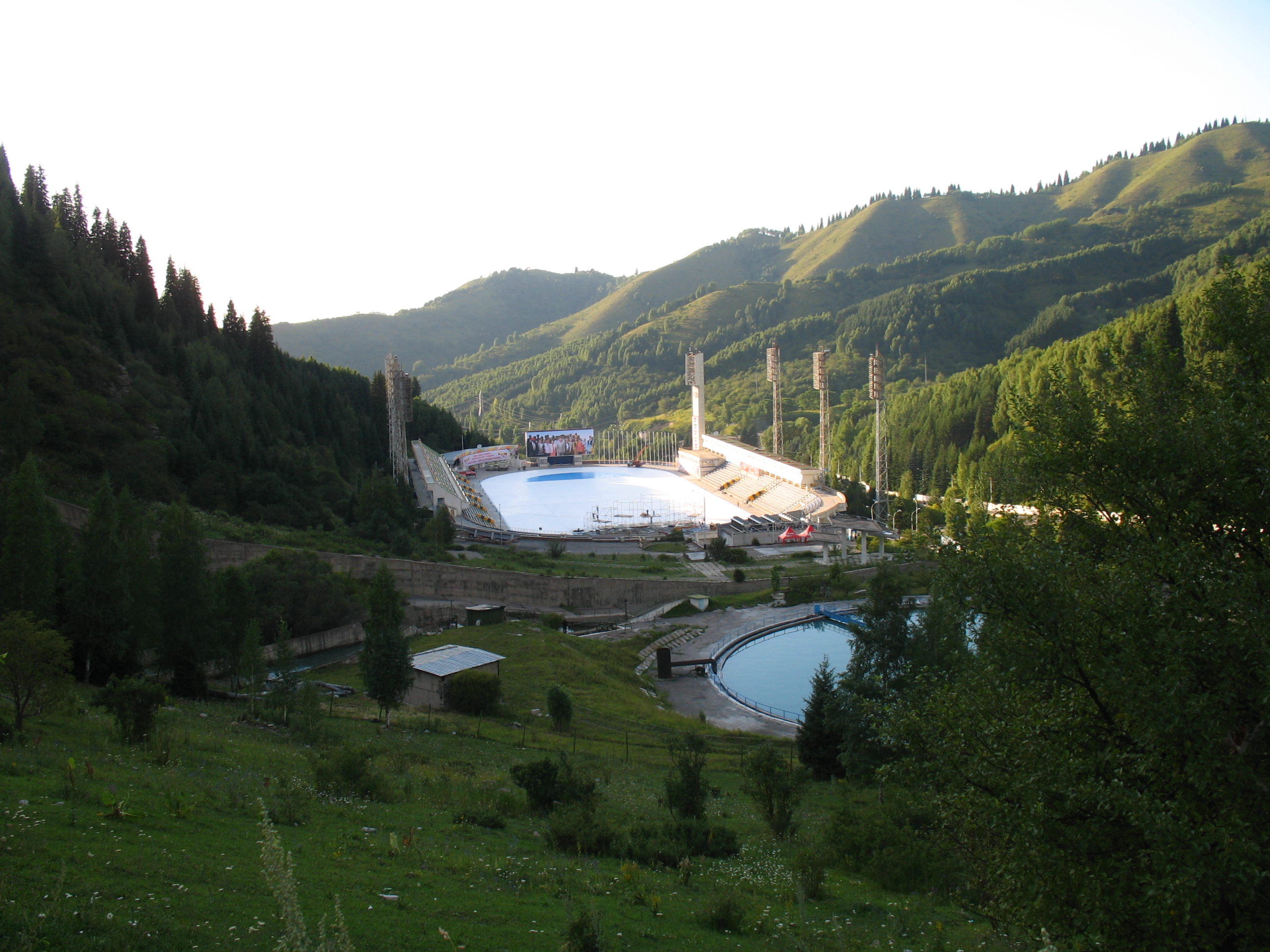
Вид на каток с плотины

Спорткомплекс «Медео» построен в 1972 году в одноимённом ущелье, в 15 км от города. «Медео» называли «фабрикой рекордов», так как за 33 года на льду высокогорного катка было установлено 126 мировых рекордов. Уникальная особенность катка, расположенного на высоте 1700 м, в разрежённом воздухе и высоком качестве льда, обеспечивающимся чистой горной водой без примеси солей. Кроме того, Медео — каток с самой большой в мире площадью ледового покрытия. Выше спорткомплекса расположены селезащитная плотина и горнолыжный комплекс «Чимбулак». В 1990-е годы спорткомплекс «Медео» являлся местом проведения международного музыкального фестиваля «Голос Азии» (Азия Дауысы).

### Памятники
В городе установлено множество памятников в честь разных исторических деятелей.

## Туризм и отдых
- Медео
- Чимбулак
- Большое Алматинское озеро
- Чарынский каньон
- Кок-Тобе
- Табаган
- Ак Булак

## Спорт

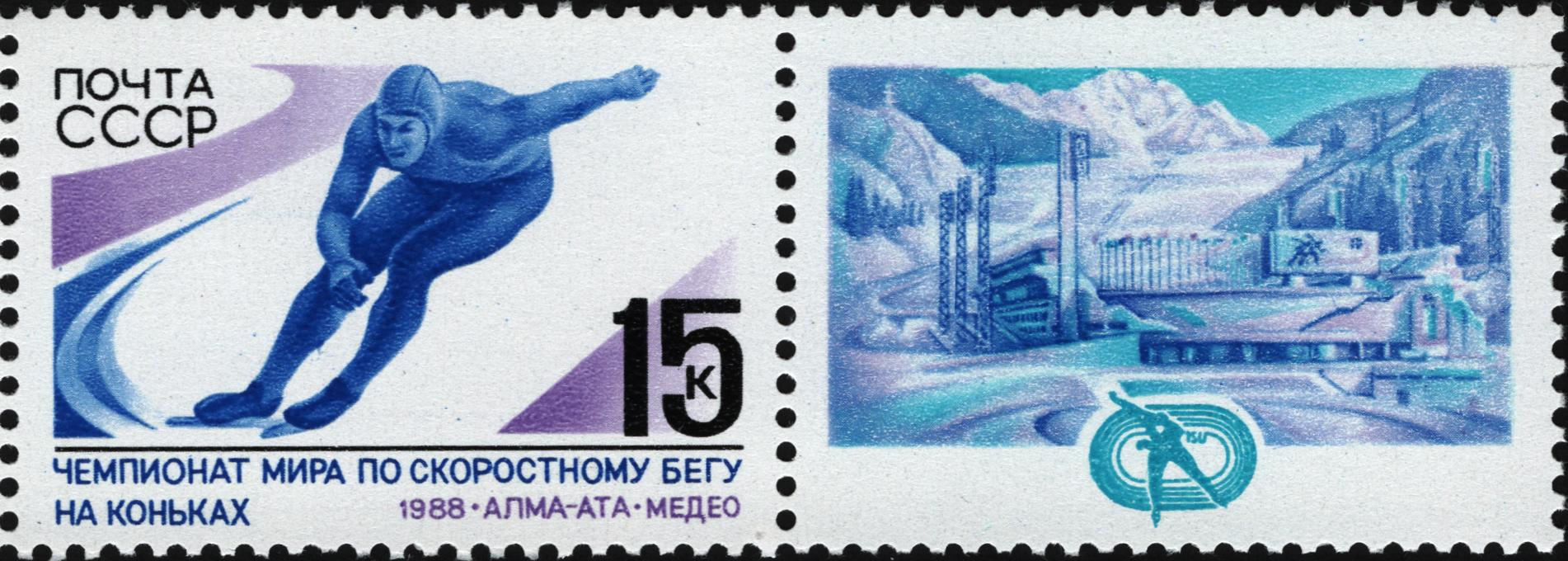
Каток Медео на почтовой марке СССР, 1988 год

Алма-Ата получила право на проведение зимних Азиатских игр в 2011 году. Для Игр в Алма-Ате был построен целый ансамбль современных арен: ледовый стадион с 400-метровой дорожкой, лыжный и биатлонный стадионы, новая горнолыжная база, 90- и 120-метровый трамплины с трибунами на 20 тысяч зрителей, санно-бобслейная трасса; здесь же прошла и официальная церемония закрытия Игр.
Город выдвигал свою кандидатуру на проведение Зимних Олимпийских игр в 2014 году, но не прошёл первый раунд отбора из-за загрязнённости атмосферы.
С 29 января по 8 февраля 2017 года в Алма-Ате прошла Зимняя Универсиада 2017.

### Велоспорт
В Алма-Ате регулярно проводятся местные, региональные и международные мероприятия, связанные с велоспортом. Еженедельно по воскресениям проводится традиционный велопробег по главным улицам города.
Тур Алматы (англ. Tour of Almaty 2013; каз. Алматы Туры 2013) — международная велооднодневка под эгидой Международного союза велосипедистов (UCI), которая проводится ежегодно в октябре. «Тур Алматы» проводится по категории 1.2, именно так по правилам UCI классифицируется однодневная групповая гонка второй категории. Дистанция одного круга — 31 километр. Меморандум о проведении однодневной шоссейной гонки Тур Алматы был подписан между акиматом города Алма-Аты, UCI и Казахстанской федерацией велосипедного спорта в 2013 году.

### Футбол и мини-футбол
В советское время ведущим футбольным клубом Казахской ССР был алма-атинский «Кайрат». Команда долгие годы выступала в высшей лиге чемпионата СССР. Самые известные игроки «Кайрата»: Сергей Квочкин, забивший гол сборной Бразилии на «Маракане» (1961), и Евгений Яровенко — олимпийский чемпион Сеула (1988). За команду выступали игроки сборной Казахстана по футболу Руслан Балтиев, Рафаэль Уразбахтин, Сергей Киров.
В 2000-е годы футбольные традиции города развивает команда по футзалу МФК «Кайрат» (основан в 1995). В разные годы клуб возглавляли такие специалисты, как Анатолий Ионкин (Казахстан), Сергей Белокуров (Россия), Пауло Аугусто (Бразилия), Файсал Сааб (Бразилия).
Клуб проводит домашние игры чемпионата на базе СК «Кайрат», построенной на деньги меценатов. На протяжении последних нескольких лет «Кайрат» неизменно побеждает в национальном чемпионате. С помощью бразильских легионеров МФК «Кайрат» успешно выступает и в Кубке УЕФА, в котором дважды был в четвёрке лучших команд Европы (2006, 2008).
В августе 2018 года в Алма-Ате прошёл чемпионат мира FISU по футзалу среди студентов.

## Средства массовой информации
В Алма-Ате средства массовой информации представлены очень широко. Это 13 эфирных телеканалов общего пользования, 12 FM-радиостанций, до полусотни местных русскоязычных газет, а также два десятка казахских, кроме того, издаётся большое количество журналов. Несколько компаний предлагают свои услуги на рынке кабельного и спутникового телевидения, имеется множество провайдеров интернета и частных типографий.

## Города-побратимы
- Нью-Йорк (англ. New York City), Нью-Йорк, США
- Санкт-Петербург, Россия (1996)
- Тусон (англ. Tucson), Аризона, США
- Минск, Беларусь
- Урумчи (уйг. ئۈرۈمچی‎, кит. 烏魯木齊), Китай
- Вильнюс (лит. Vilnius), Литва
- Стамбул (тур. İstanbul), Турция
- Ренн (фр. Rennes), Франция
- Тель-Авив (ивр. תל אביב-יפו‎), Израиль
- Будапешт, Венгрия
- Александрия, Египет
- Тэгу (кор. 대구), Республика Корея
- Хельсинки, Финляндия
- Стокгольм, Швеция

Города-партнёры
- Минск (бел. Мінск), Беларусь (1994)

## Галерея

Центральная мечеть города
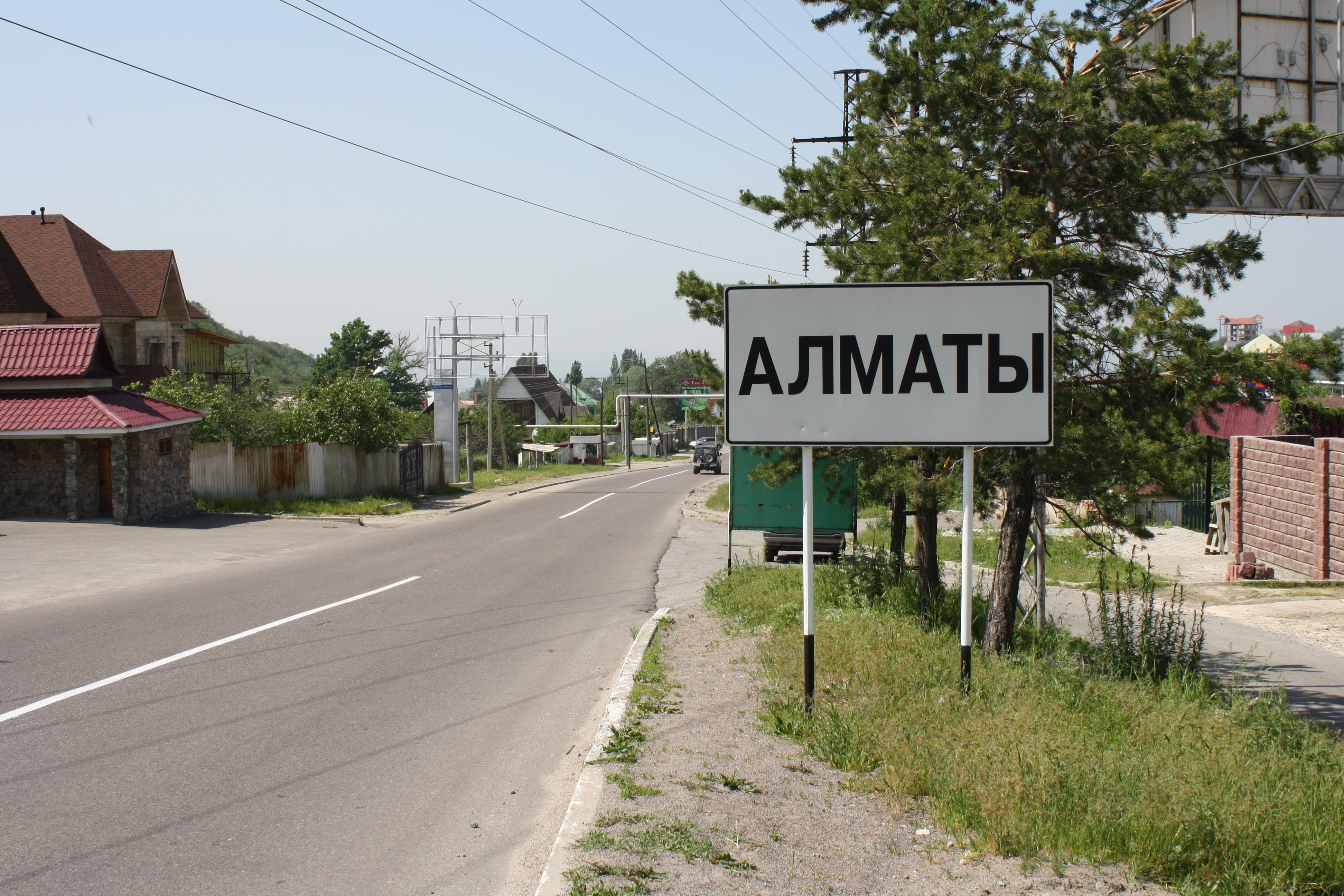
Дорожный знак на въезде в город с южной стороны
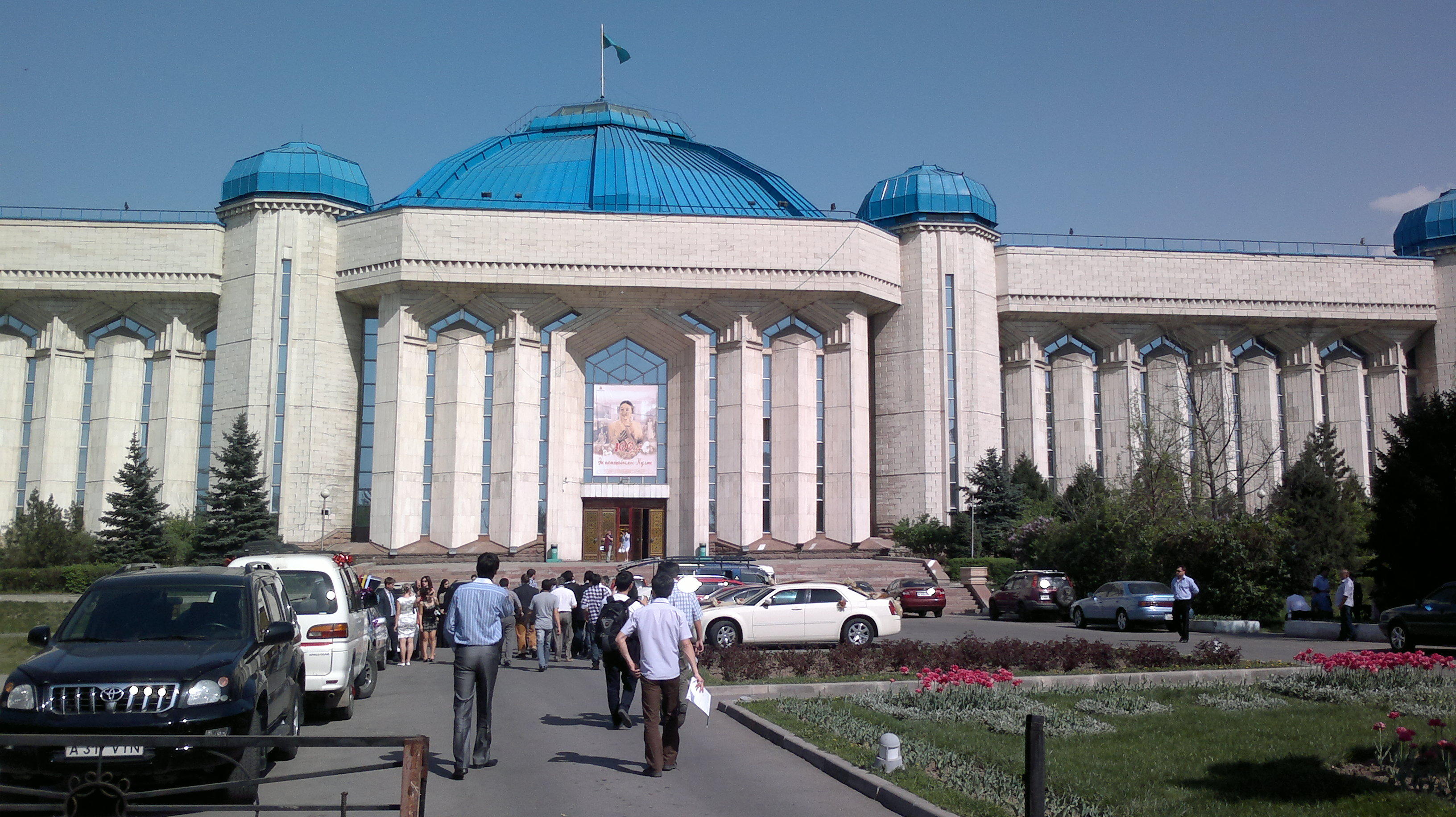
Центральный Государственный музей Республики Казахстан
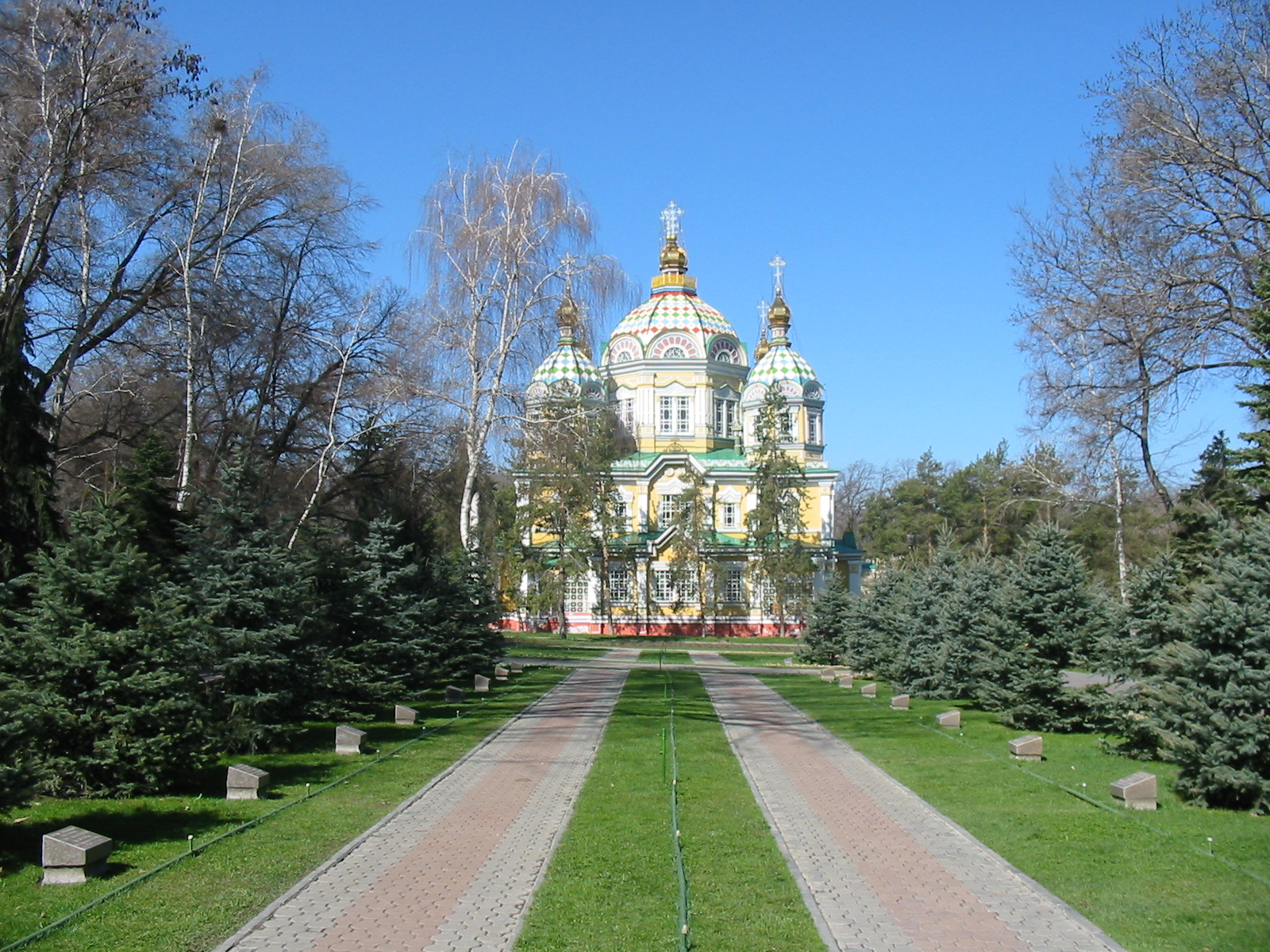
Парк имени 28 гвардейцев-панфиловцев
Алма-Атинский трамвай
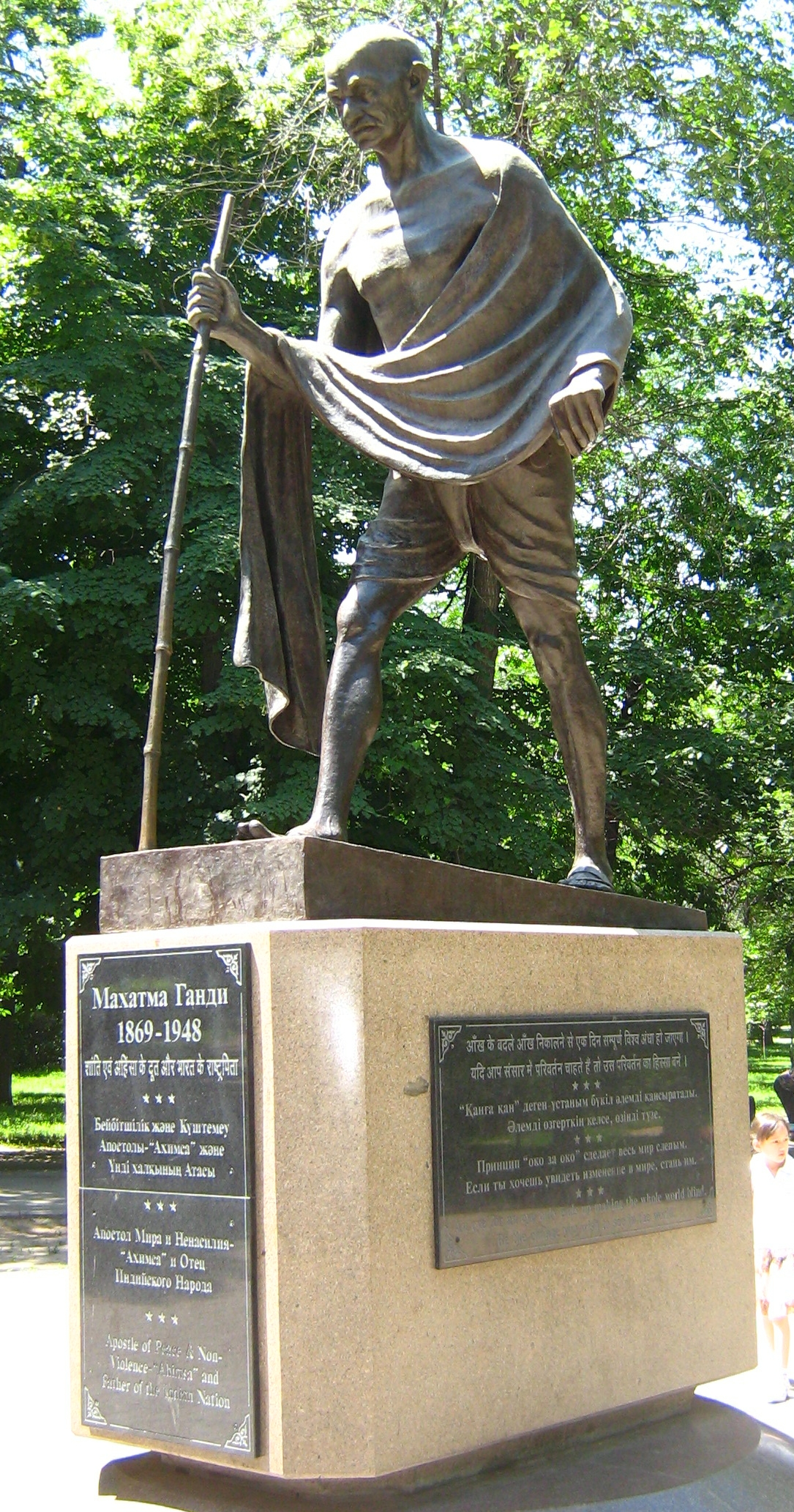
Памятник Махатме Ганди
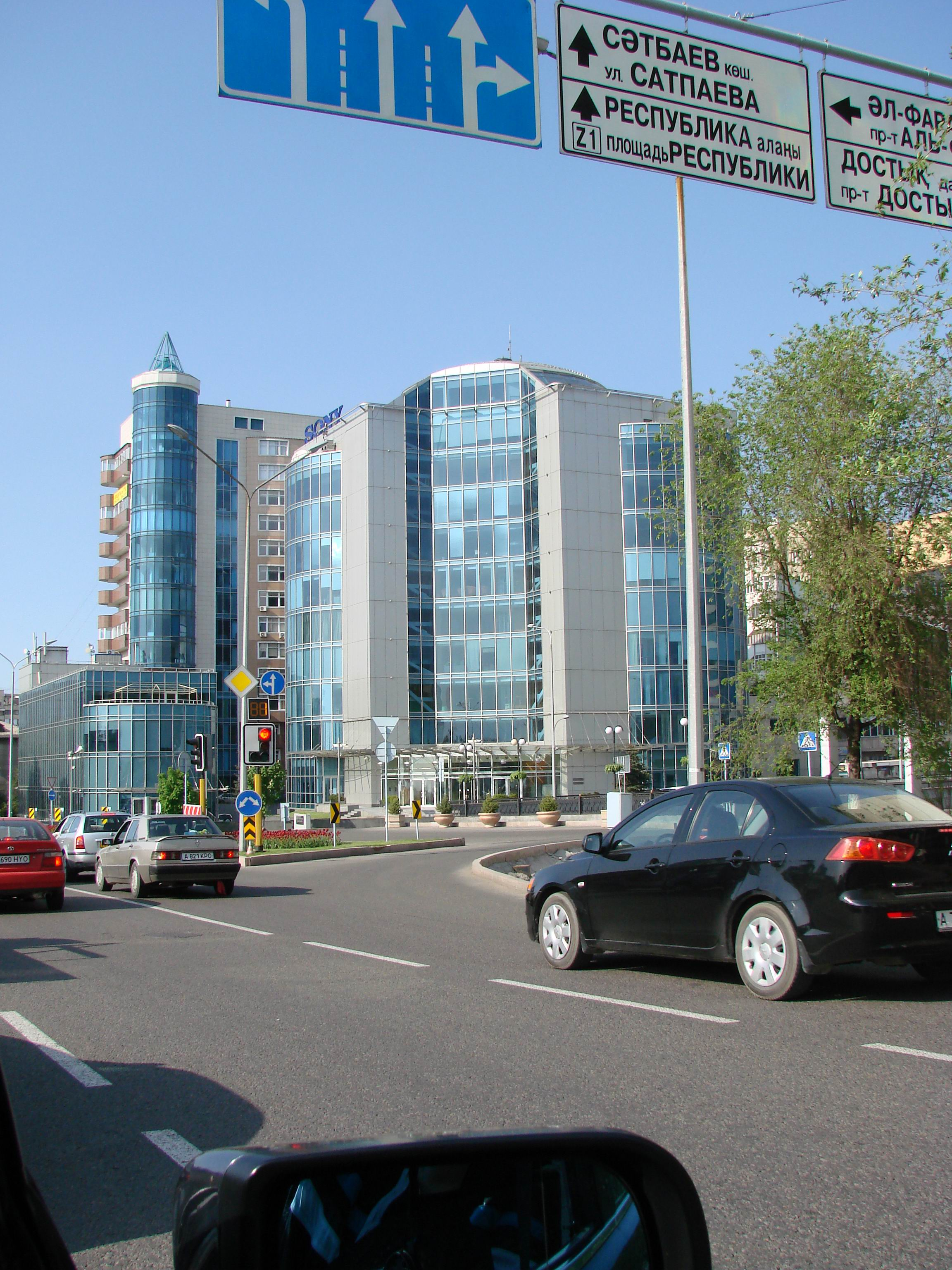
Проспект Назарбаева (бывшая улица Фурманова)
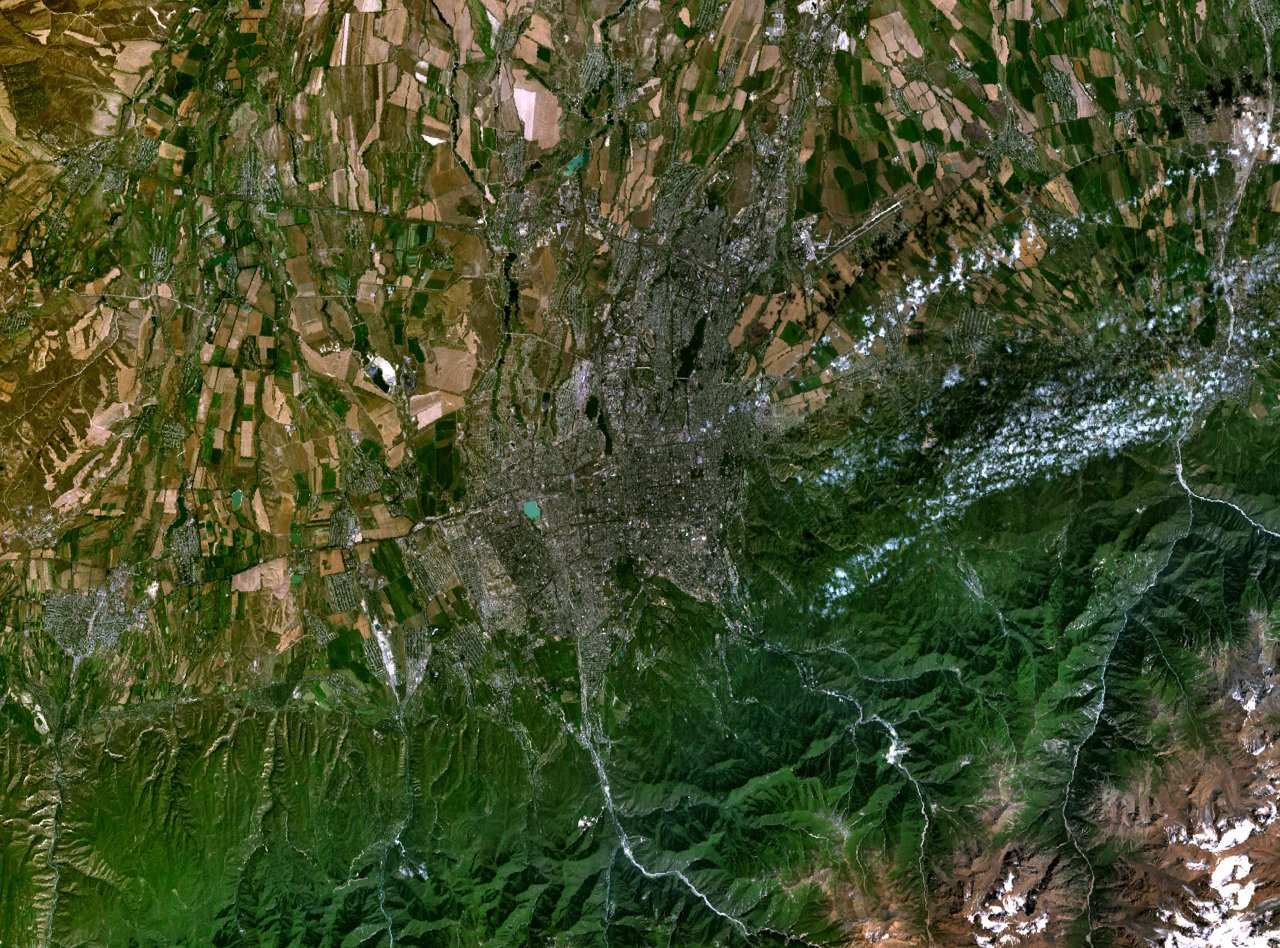
Алма-Ата из космоса
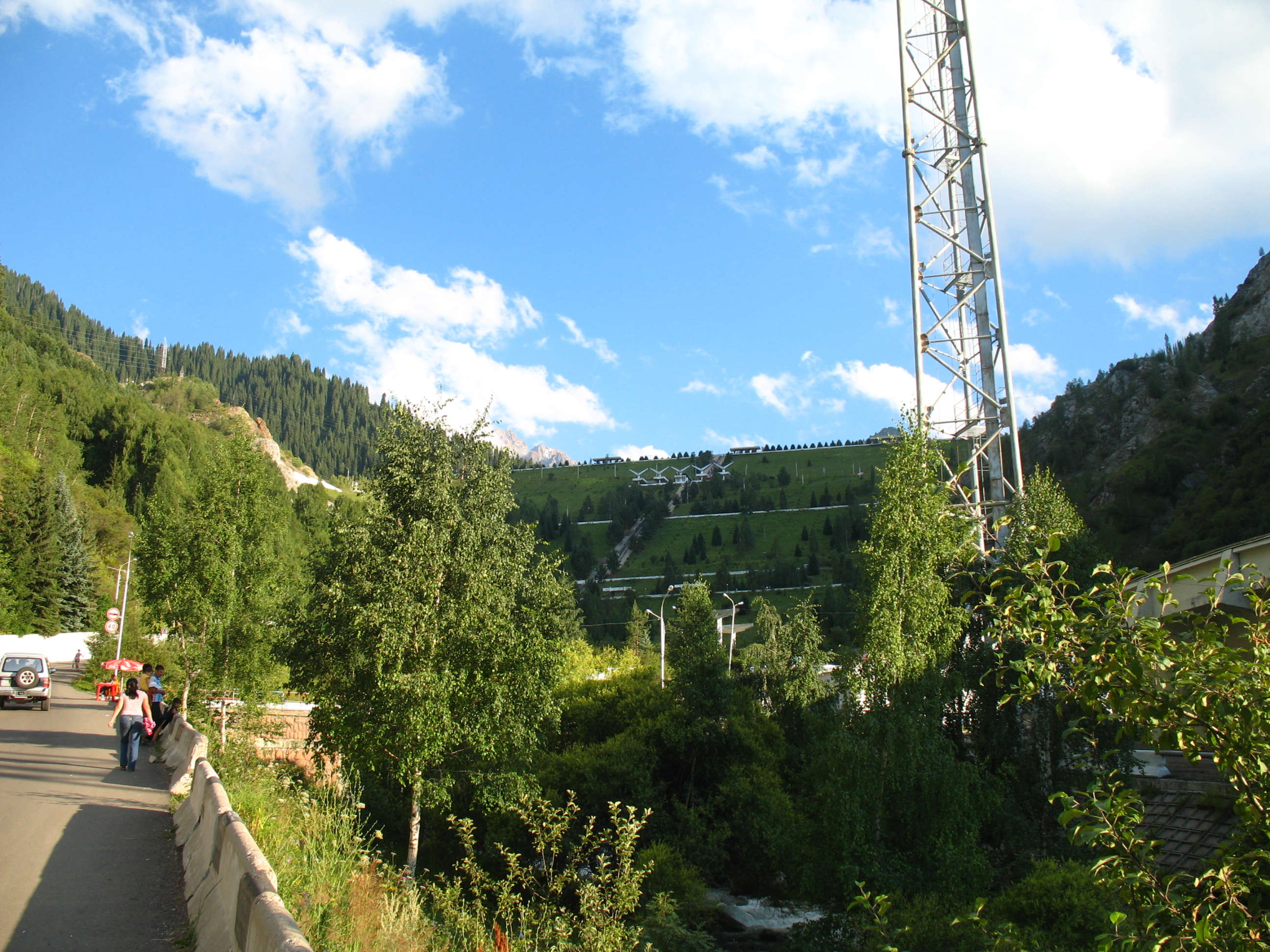
Плотина на Медео
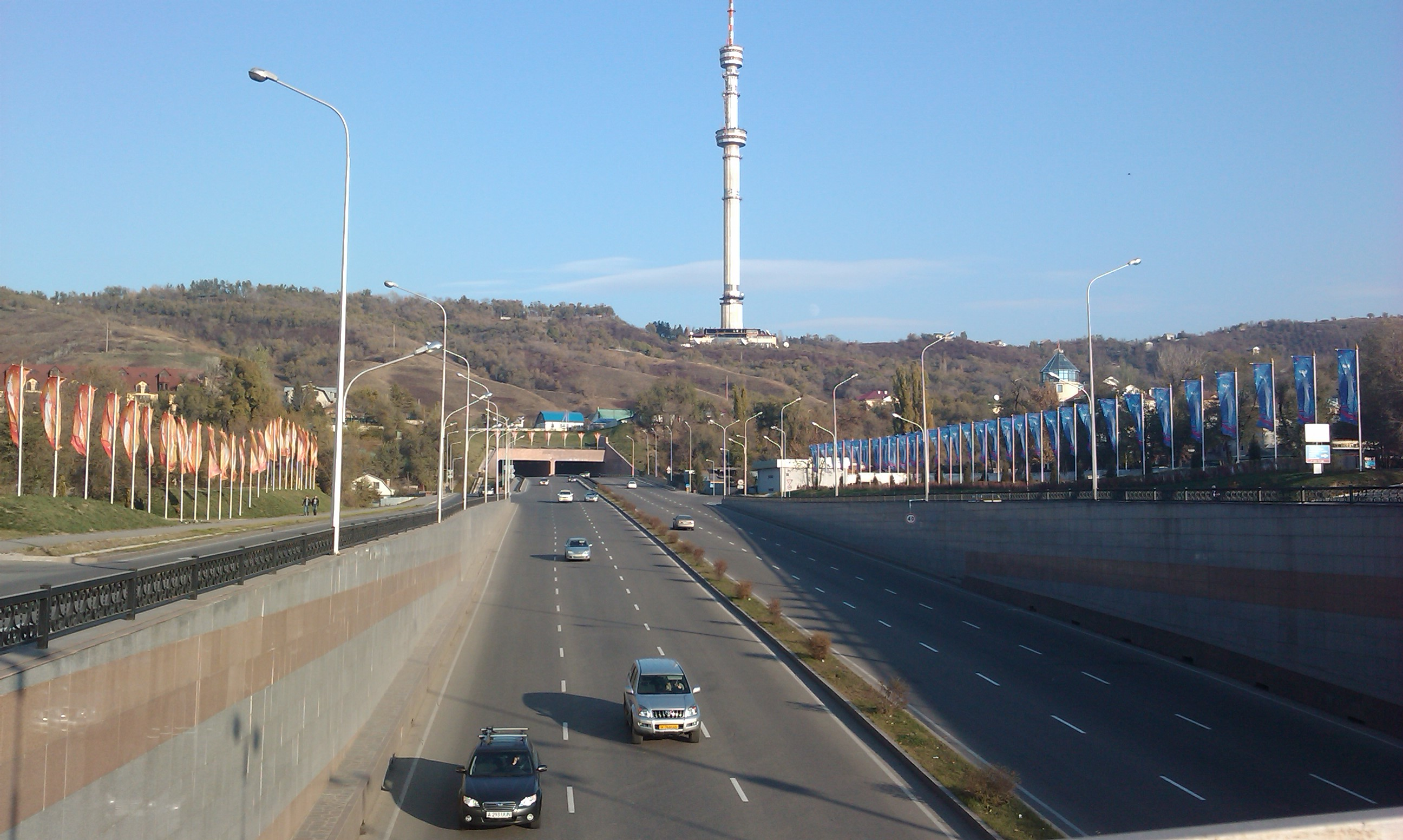
Вид Коктобе с кольцевой дороги Аль-Фараби-Достык
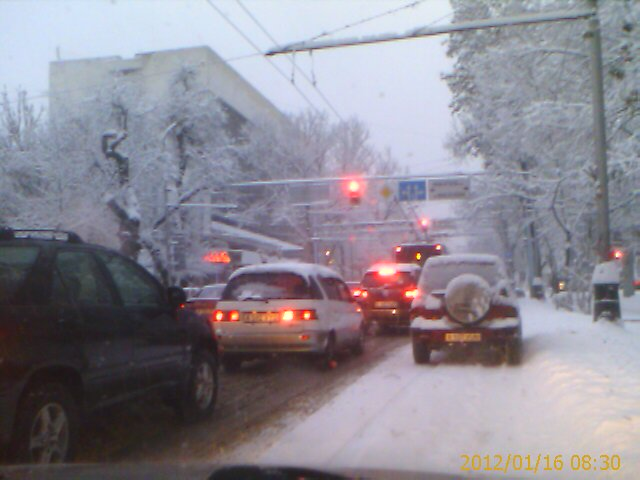
Снег